# Beckomberga

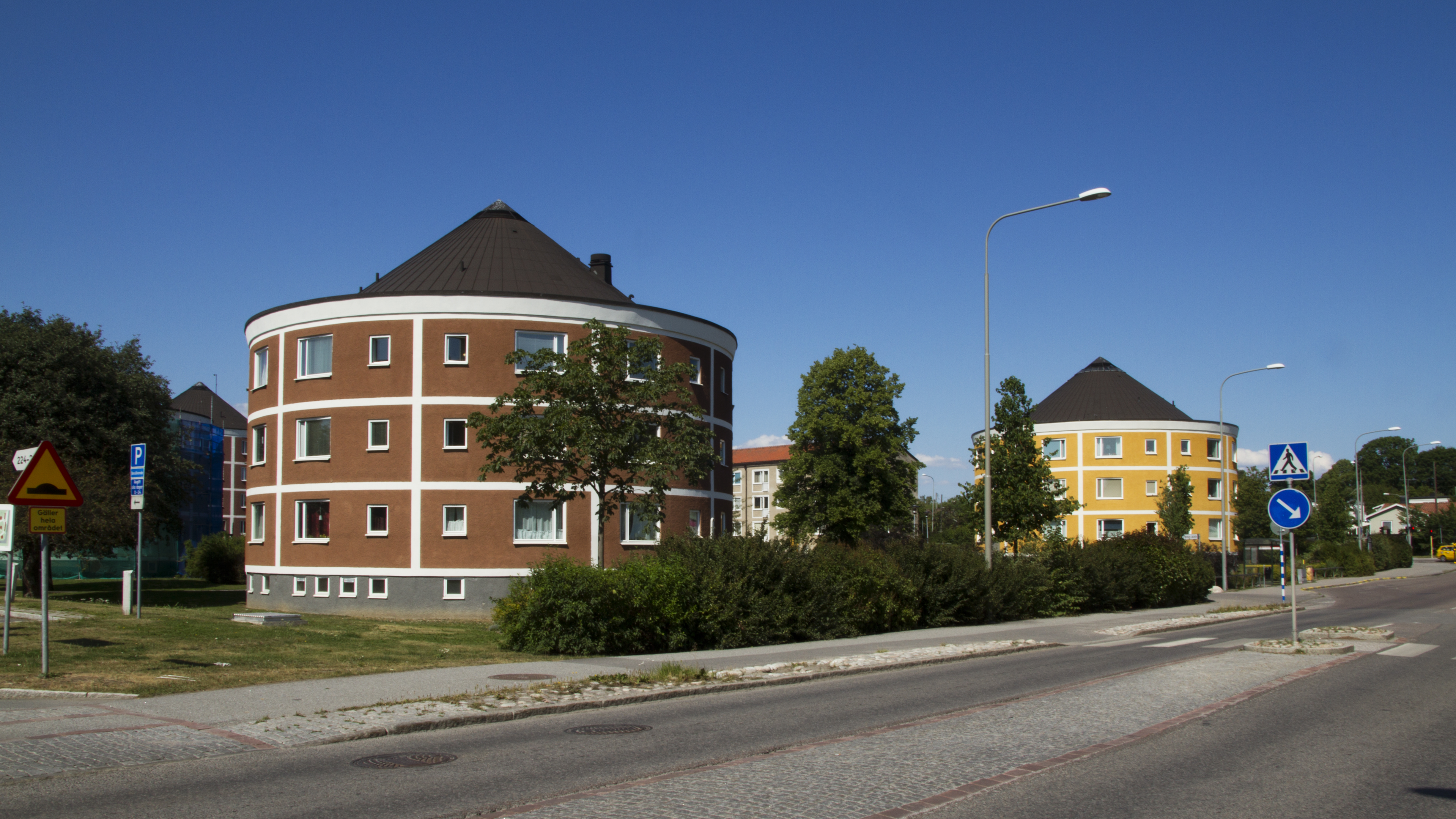
De "Runda husen", eller de cylinderformade husen, vid korsningen Bällstavägen och Spångavägen ritades 1952 av arkitekt Nils Sterner och byggdes 1953-1954 som personalbostäder för sjukhuspersonalen vid Beckomberga sjukhus.

Beckomberga är en stadsdel i Bromma i Västerort inom Stockholms kommun. 
Stadsdelen Beckomberga ligger i västra Bromma och i området låg tidigare mentalsjukhuset Beckomberga sjukhus, som då till största delen upptogs av sjukhusområdet. Sjukhuset uppfördes 1930-32 och var mentalsjukhus från 1930-talet till nerläggningen 1995. De gamla sjukhusbyggnaderna började byggas om till bostäder i mitten av 2000-talet. I hörnet av Bällstavägen och Spångavägen byggdes de så kallade "Runda husen" under 1953-54, de byggdes som tjänstebostäder åt sjukhuspersonalen (vårdpersonalen), främst åt sjuksköterskorna, på Beckomberga sjukhus, som låg i närheten. Arkitekten Nils Sterner på Stockholms stads fastighetskontor skapade ett harmoniskt och vackert kvarter med två fyravåningshus och tre trevåningshus och med mycket gröna ytor runt omkring. Till stor del består stadsdelen av ett lätt kuperat område med mindre skogshöjder.
Stockholms stad köpte de båda gårdarna Beckomberga gård och Råcksta gård 1927 för 1,58 miljoner kronor. Från början var det avsett att Beckomberga då skulle bli bostadsområde, men senare ändrades planerna och Beckomberga sjukhus uppfördes åren 1929–1935. Byggnaderna uppfördes efter ritningar av Carl Westman, som var medicinalstyrelsens arkitekt. Det blev en storskalig anläggning med klassisk symmetrisk uppbyggnad, klocktorn på huvudbyggnaden och en stor park för "friluftsterapi". Det var ett för sin tid mycket påkostat sjukhusbygge, som blev ett av Europas största mentalsjukhus. För de anställda byggdes bostäder runt omkring. Under 1953-1954 byggdes de så kallade "Runda husen" i hörnet av Bällstavägen och Spångavägen, de husen ritades av arkitekt Nils Sterner. Efter en förändrad syn på vården lades sjukhuset ned 1995. De äldre byggnaderna har nu till stor del byggts om till bostäder och kompletterats med nya hus, som infogats i området. I överensstämmelse med de första planerna för Beckomberga har därmed området blivit ett renodlat bostadsområde.
Trakterna vid Beckomberga räknas som ett av de områden i Bromma, som först bebyggdes. Här fanns förutsättningar för odling redan under romersk järnålder. Gården eller byn under järnåldern låg sannolikt, enligt arkeolog Nils Ringstedt, vid norra stranden av "Storkyrksjön", som sträckte sig in i Spånga socken. Fast bebyggelse under forntiden fanns in i vikingatid.

## Historik

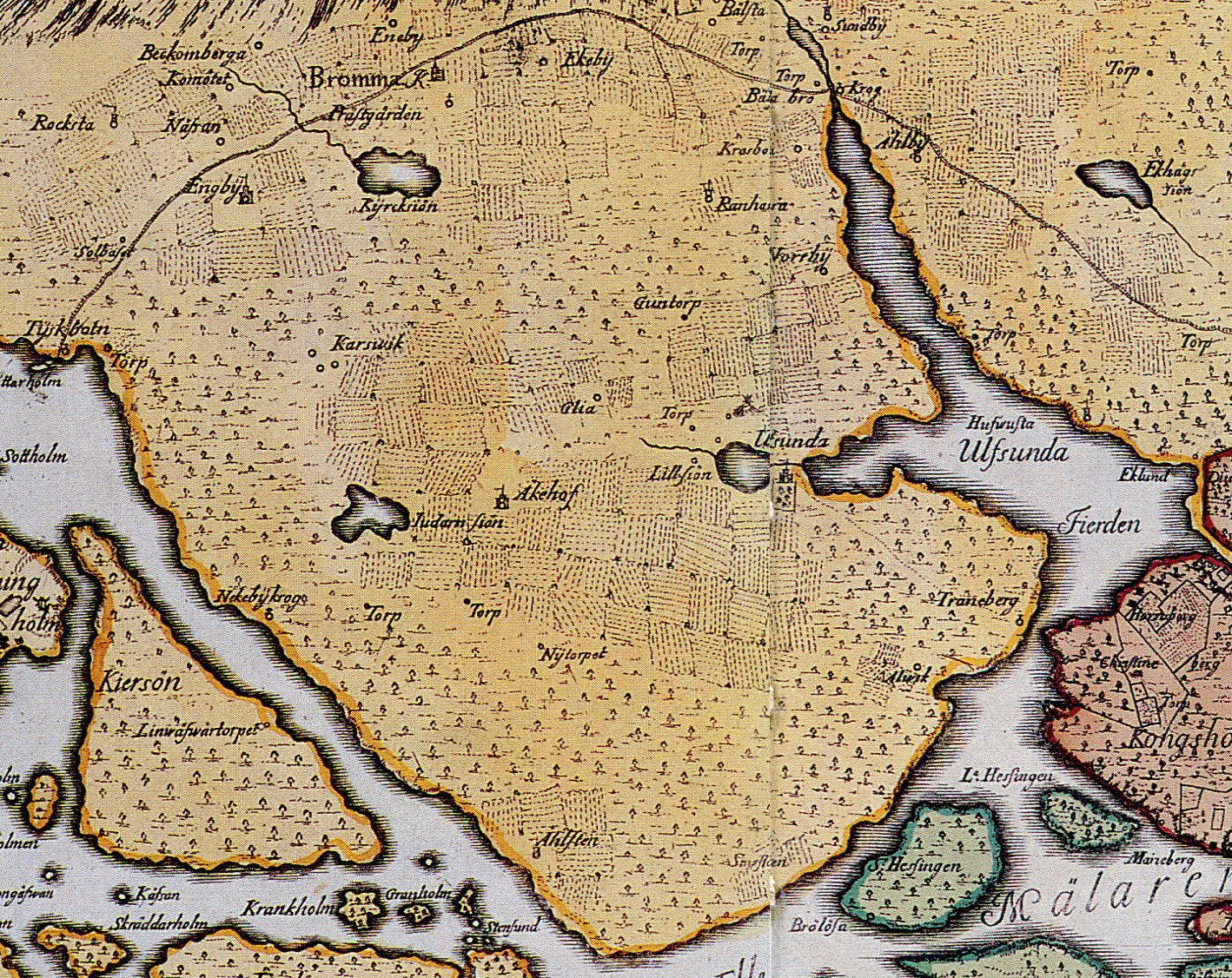
Del av Stockholmskarta som visar Brommalandet i mitten på 1700-talet, "Charta Öfwer Stockholms Stads Belägenhet, tecknad och stucken av Georg Biurman. Odaterad. Sannolikt från 1750-51. Kungliga biblioteket.

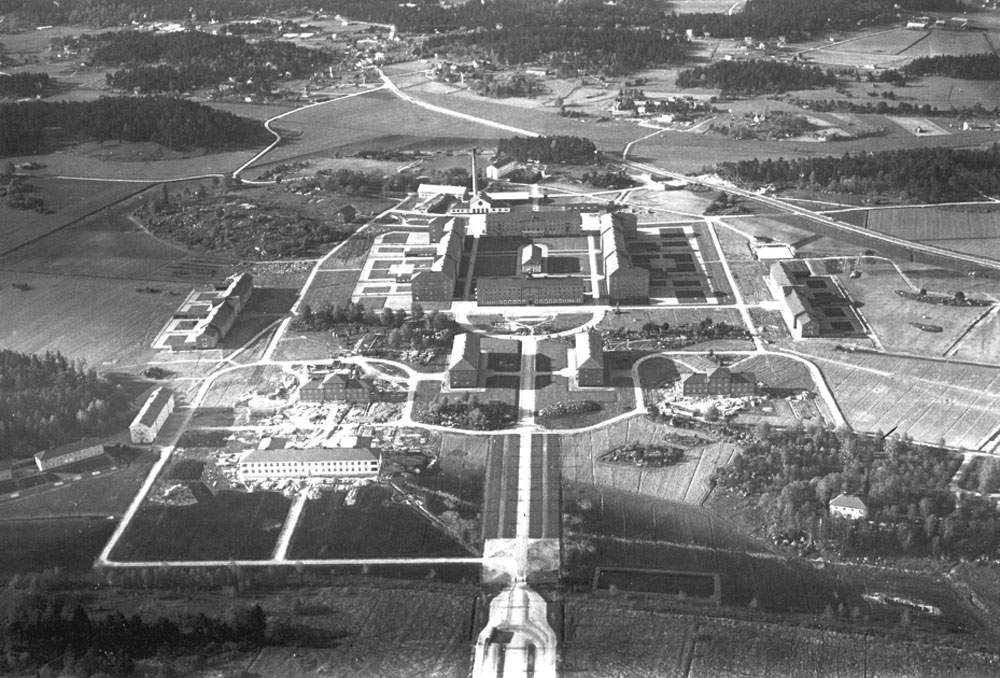
Beckomberga sjukhus cirka 1935.

Namnet Beckomberga betyder ungefär "de som bor vid bäcken" och är känt sedan 1300-talet.
Platsen har varit bebodd sedan 300-talet e.Kr. Stadsdelen har fått sitt namn efter den gamla byn Beckomberga, vars namn skrevs bœkneberghœ 1347 i en urkund och Beknabergha 1349. I 1539 års jordebok upptas tre gårdar. År 1414 skrevs namnet Beknaberghum, namnet anses komma från de som bor på berget vid bäcken.

### Bronsåldersröse och fornlämningar

#### Beckomberga-Råcksta-gravfältet
Under en period på 600 år begravdes de tidigaste invånarna på det stora gårdsgravfältet Beckomberga-Råcksta, beläget på skogshöjden mellan Medelpadsgatan och Brunflogatan.
Åren 1950-1953 undersöktes det så kallade Beckomberga-Råcksta-gravfältet, beläget mitt på den gamla sockengränsen mellan Bromma och Spånga. Detta skedde i Stockholms stadsmuseums regi och innan Råcksta småstugeområde skulle byggas. Man fann att de äldsta gravar, som gick att tidsbestämma, var från de två första århundradena av vår tideräkning, det togs således i bruk under yngre romersk järnålder på 200-talet|200-talet e.Kr. Gravplatsen hade använts fram till vikingatidens början kring 800 e.Kr. Vid utgrävningarna i början av 1950-talet upptäcktes 190 gravar. Fynden bestod bland annat av glaspärlor, guldringar, spelpjäser, kammar, björnklor och ben. De visar att här bott en välmående bondebefolkning med liknande handelskontakter som övriga Europa, som utgrävningarna på Helgö vittnar om. Från vikingatidens början sker gravsättningen istället i anslutning till Råcksta Gård och det stora gravfältet Beckomberga-Råcksta tas ur bruk.

#### Bronsåldersröse
I skogsbrynet väster nedanför berget ligger ett bronsåldersröse (RAÄ 54). Här finns också spår av bebyggelse från äldre järnålder. Det utgrävda Beckomberga-Råcksta-gravfältet vittnar om tidig bosättning. Stockholms stadsmuseum grävde fältet i samband med att södra Spånga byggdes ut i början av 1950-talet. Rika fynd gjordes. De daterades till främst romersk järnålder, folkvandringstid och vendeltid. En grav från vikingatid grävdes. Fast bebyggelse på platsen har alltså funnits från romersk järnålder till början av vikingatiden (fram till ca 800-900-talen). Området, där Beckomberga-Råcksta gravfältet har legat, har i modern tid förts till Spånga socken. Gravfälten i Beckomberga hörde tidigare till Bromma och inkluderas därför, eftersom de i tidigare förhållanden låg i Beckombergas område. Några stensättningar i Beckomberga (RAÄ55, RAÄ 139 och RAÄ 162) kan föras till äldre järnålder och ligger i anslutning till Beckomberga sjukhusområde.

#### Fornlämningar
Ett stort antal fornlämningar finns på kringliggande moräntäckta bergshöjder. En röseliknande stensättning (RAÄ 161) sydväst om sjukhuset kan vara från yngre bronsålder. Ett stort gravfält (RAÄ 61) från äldre järnålder (romersk järnålder och folkvandringstid till vendeltid) utgrävdes totalt på 1950-talet. Mycket rika fynd gjordes. I området ligger flera järnåldersgravfält (RAÄ 57 och RAÄ 158) samt enstaka gravgrupper och stensättningar. Gravfält RAÄ 57 var under senare delen av järnåldern det största gravfältet i området med ett 30-tgal anläggningar och sannolika Beckombergas gårdsgravfält. Det karterades 1944. Undersökningar av Stockholms stadsmuseums arkeologiska enhet har visat, att det funnits en skålgropssten på sydsluttningen av gravfält RAÄ 57 inom Beckomberga sjukhusområde inom ett komplex av rektangulära stensättningar.

### Beckomberga by
I norra delen av Beckomberga sjukhusområde och väster in på Spångavägen låg en by- och gårdstomt. Enligt en 1800-talskarta utgör området platsen för Beckomberga gamla by.
Under medeltiden bestod Beckomberga by av de tre gårdarna Södergården, Mellangården och Norrgården. I 1640 års jordebok möter man formen Bäckomberga, bäckborna, det vill säga de som bor på bäckbornas berg, enligt Jöran Sahlgren, som också säger att "byn ligger på en bergshöjd vid en bäck".
I början av 1600-talet köpte köpman Erik Larsson, adlad von der Linde (död 1636), två hemman i byn. År 1689 blev dessa två gårdar frälsehemman och de åtog sig då att hålla båtsman. Det var för Bällsta rote, som Beckomberga var skyldigt att hålla båtsmanstorp. Under 1600-talet ägdes Beckomberga av familjen Natt och Dag. En änka till framlidne båtsman Matz Beckman omnämns i ett Bromma sockenstämmoprotokoll den 15 februari 1714.

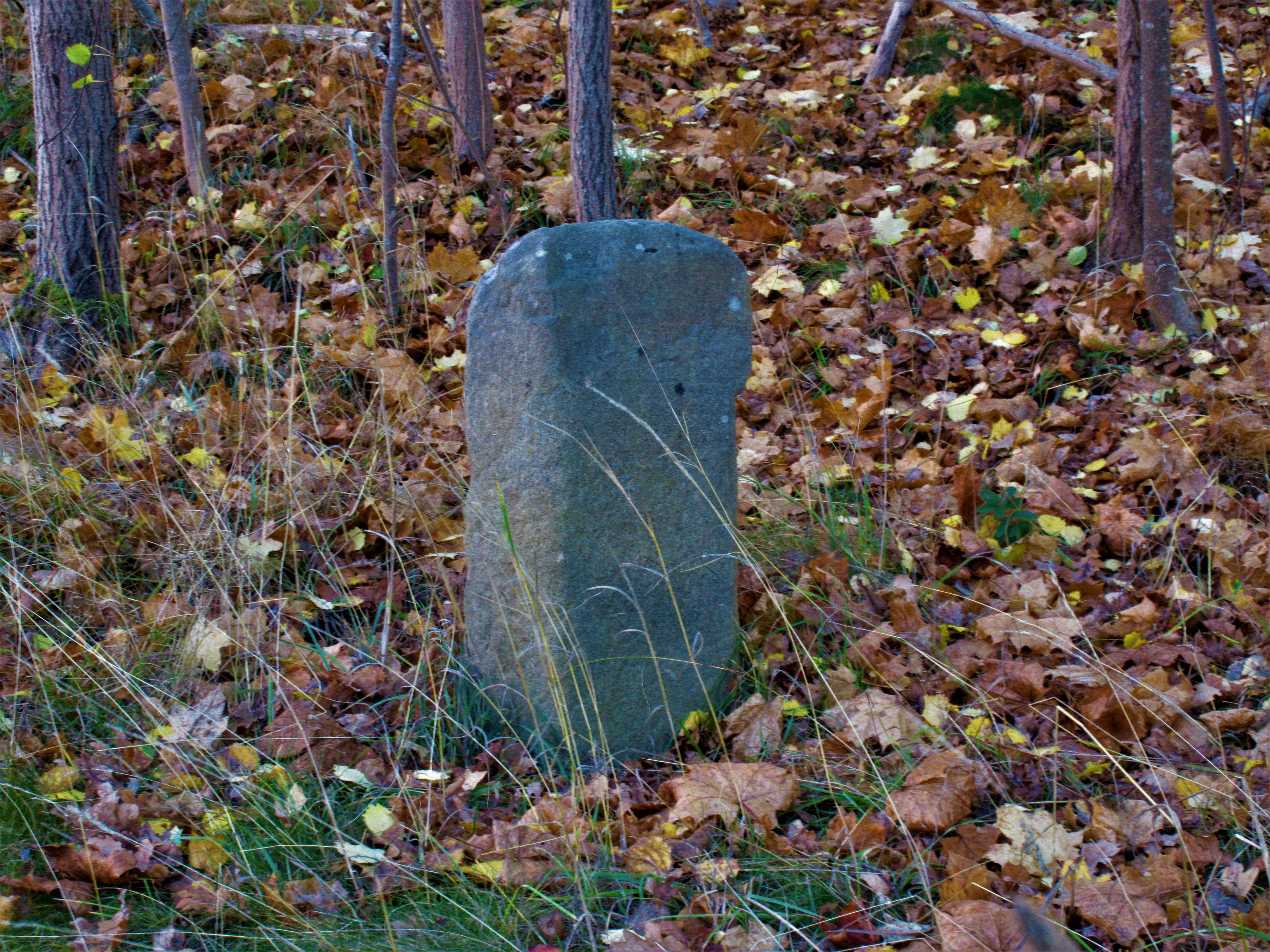
Väghållningsstenen vid landsvägen, nu Agatvägen, en rest av den gamla vägen från Bromma kyrka till Hässelby.

Under 1700-talet förvärvades gårdarna i Beckomberga av familjen David Stierncrona i Åkeshov, och förblev så till år 1862, då det köptes av Anders Petter Löfström, som senare grundade Sundbybergs stad.
Ännu på 1800-talet bestod Beckomberga av de tre gårdarna, Södergården, Mellangården och Norrgården. 1898 sålde Anders Petter Löfström gården till tobaksfabrikören, "snuskungen" Knut Ljunglöf. Knut Ljunglöf inköpte således gårdarna. Han byggde förvaltarbostad, statarlänga och mönsterladugård i tegel, vilka alla låg under Beckomberga sjukhusområde. Ljunglöfs ladugård blev sjukhusets målar- och snickeriverkstäder. Ljunglöf ägde också Blackebergs Gård och Vällingby Gård samt Råcksta Gård. Råcksta och Beckomberga köptes av staden 1927.
Inom sjukhusområdet finns även en milsten, en så kallad väghållningssten, vid landsvägen, som är en rest av den gamla vägen från Bromma kyrka mot Vällingby. Väghållningsstenar och milstolpar är fornlämningar, som skyddas enligt lag.

### Beckomberga båtsmanstorp

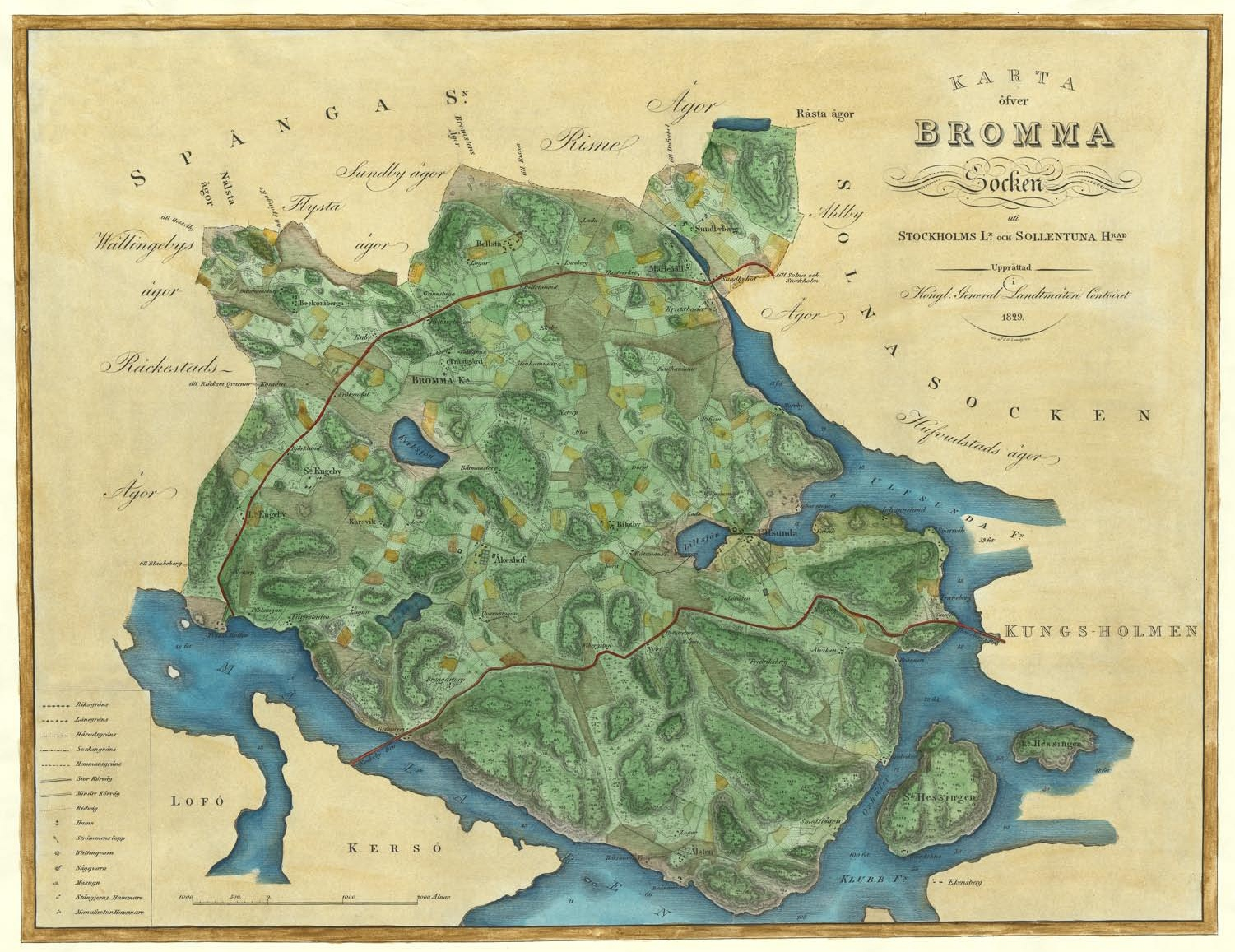
Kongl. General Landtmäteri Contoirets karta över Bromma socken från 1829. På kartan markeras Beckomberga torp cirka 200 m västnordväst om Beckomberga gård.

Beckomberga båtsmanstorp låg vid gamla Flystavägen, vid nuvarande Spångavägen, strax intill nuvarande Hjortronvägen och hörde under Beckomberga i stadsdelen Beckomberga.
Beckomberga höll båtsmanstorpet för Bällsta rote. Beckomberga båtsmanstorp finns upptaget i 1817 års jordebok. På "1829 års Brommakarta" ligger torpet cirka 200 meter västnordväst om Beckomberga gård, under vilket torpet låg. Båtsmanstorpet ska ha legat kvar där till mitten på 1800-talet. Det revs då, men ersattes dessförinnan av ett nytt torp väster om gården. Torpet revs omkring 1945. I husförhörsprotokoll 1824 omnämns båtsman Lars Olsson Bäck med hustru Stina Jansdotter. Den siste båtsmannen n:o 54 Anders Gustaf Eriksson Bäckman var från Munktorp. År 1867 anställdes Bäckman som båtsman för Beckomberga gård. Båtsman Anders Gustaf Bäckman bodde enligt husförslängd 1876-1880 i torpet. Han avgick 1898 vid 55 års ålder med nära 31 tjänsteår. Bäckman dog 1932, 89 år gammal, och ligger begravd på Bromma kyrkogård.
1885 började båtsmanstorpet att avvecklas. År 1898 köptes gårdarna av tobaksfabrikören Knut Ljunglöf, som lät riva de gamla gårdarna och uppföra nya hus. Stockholms stad köpte upp området av Robert Ljunglöf 1927 och införlivade det med staden.
I mitten av 1800-talet revs torpet, som ovan nämnts, men ersattes av ett nytt väster om gården. Båtsmanstorpet vid Beckomberga flyttades strax efter sekelskiftet från byplatsen in på Spångas marker, där Råcksta sjukhus nu ligger. Det torpet revs omkring 1945.

### Egendomen Beckomberga
Anders Petter Löfström köpte Beckomberga 1862. "Snuskungen", grosshandlaren Knut Ljunglöf förvärvade egendomen 1898. Sumpmarker dikades ut i området. Ett brett dike grävdes från Kyrksjön till Råcksta träsk. Det går fortfarande att se diket väster om Bällstavägen. Nya hus uppfördes. Anders Petter Löfström köpte 1862 Mariehäll i Bromma, dit han flyttade med sin familj. 1864 arrenderade Löfström Sundbybergs gård och 1869 köpte han Sundbybergs gård och Duvbo. Han ägde eller arrenderade dessutom egendomarna Beckomberga, Råcksta, en gård i Flysta, delar av Huvudsta samt ett antal gårdar på andra platser i Sverige. Knut Ljunglöf inköpte 1861 stora områden i Spånga och i Blackeberg. Han lät riva Blackebergs torp och byggde ett större hus och stall samt Kvarnvikens kvarn och såg. 1890–1893 uppförde han Ljunglöfska slottet, en stor villa byggd efter ritningar av Gustaf Lindgren.

## Bebyggelse

### Mentalsjukhuset

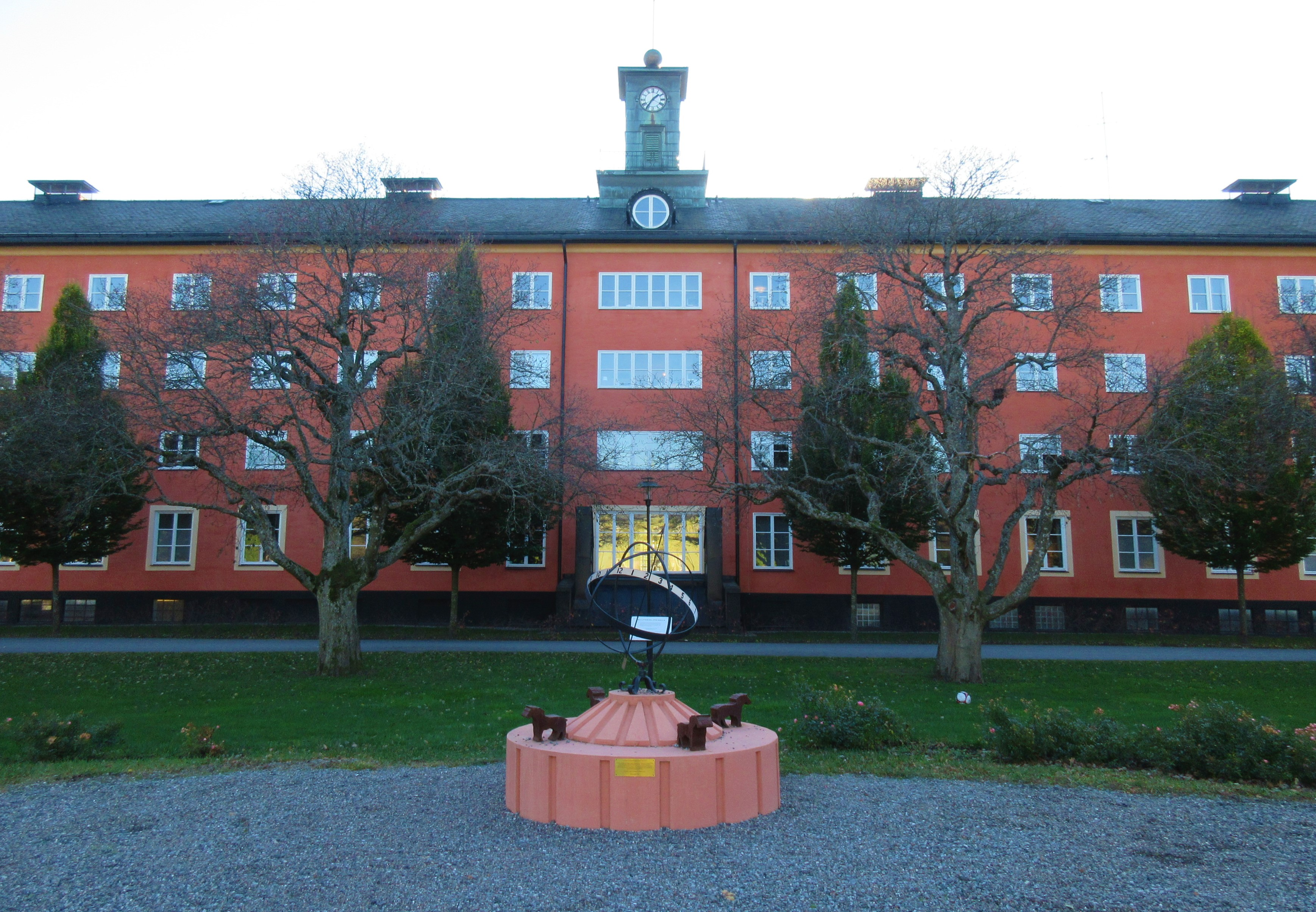
Huvudbyggnaden vid det tidigare Beckomberga sjukhus i Beckombergaparken, nu Klockhusparken, är ombyggd till studentbostäder.

Efter att området hade köpts av Stockholm stad bestämdes att ett mentalsjukhus skulle byggas där i början av 1930-talet. Beckomberga sinnessjukhus byggdes 1929–1935 av arkitekten Carl Westman, som ritade flertalet av byggnaderna på området. Den första avdelningen öppnade 1932. Som mest rymde sjukhuset 2 000 patienter. Sjukhuset var en tid Sveriges största mentalsjukhus. Området anlades med hus och park i ett symmetriskt mönster. En viktig del av patienternas behandling var skötseln av den fina parkanläggningen.  
Sjukhuset lades ned 1995. Efter psykiatrireformen i mitten av 1990-talet lades sjukhuset ner, tanken var då att psykiskt sjuka skulle integreras med resten av samhället istället för att sitta på vårdinrättningar. Vissa av byggnaderna används numera till annan sjukvård, andra till friskola och de äldre sjukhusbyggnaderna har byggts om till bostäder.
Nära det gamla sjukhuset finns Bromma sjukhus, som är ett närsjukhus, en satellit till Sankt Görans sjukhus. Numera har den del av Beckomberga sjukhus som tillkom på 1970-talet, och kallades Medicinskt Centrum, bytt namn till Bromma sjukhus och inhyser annan sjukvård, främst geriatrisk vård sjukvård, som bedrivs av Stockholms sjukhem. 

## Nyare bebyggelse
Sedan mitten av 2000-talet började de gamla sjukhusbyggnaderna att byggas om till bostäder. Bostäder av varierande karaktär har växt upp i Beckomberga parkområde. Här finns flerfamiljshus, parhus, radhus, studentbostäder och seniorbostäder. Många av de gamla sjukhusbyggnaderna, som var ritade av arkitekt Carl Westman, har nu byggts om till studentbostäder, seniorboende, bostadsrätter och hyresrätter. Man har bevarat husens ursprungliga karaktär så mycket som möjligt. Husen ligger runt den gamla sjukhusparken, Klockhusparken, som är kvar sedan sjukhustiden. I mitten av Klockhusparken  ligger en kulturminnesmärkt paviljong, Gröna huset, som under sjukhustiden hade en samlingssal och användes till olika gemensamma aktiviteter. Gröna huset ska nu bli kulturhus. Några av byggföretagen, som har projekterat ombyggnationen runt den stora parken är Riksbyggen, Besqab, Veidekke och NCC.

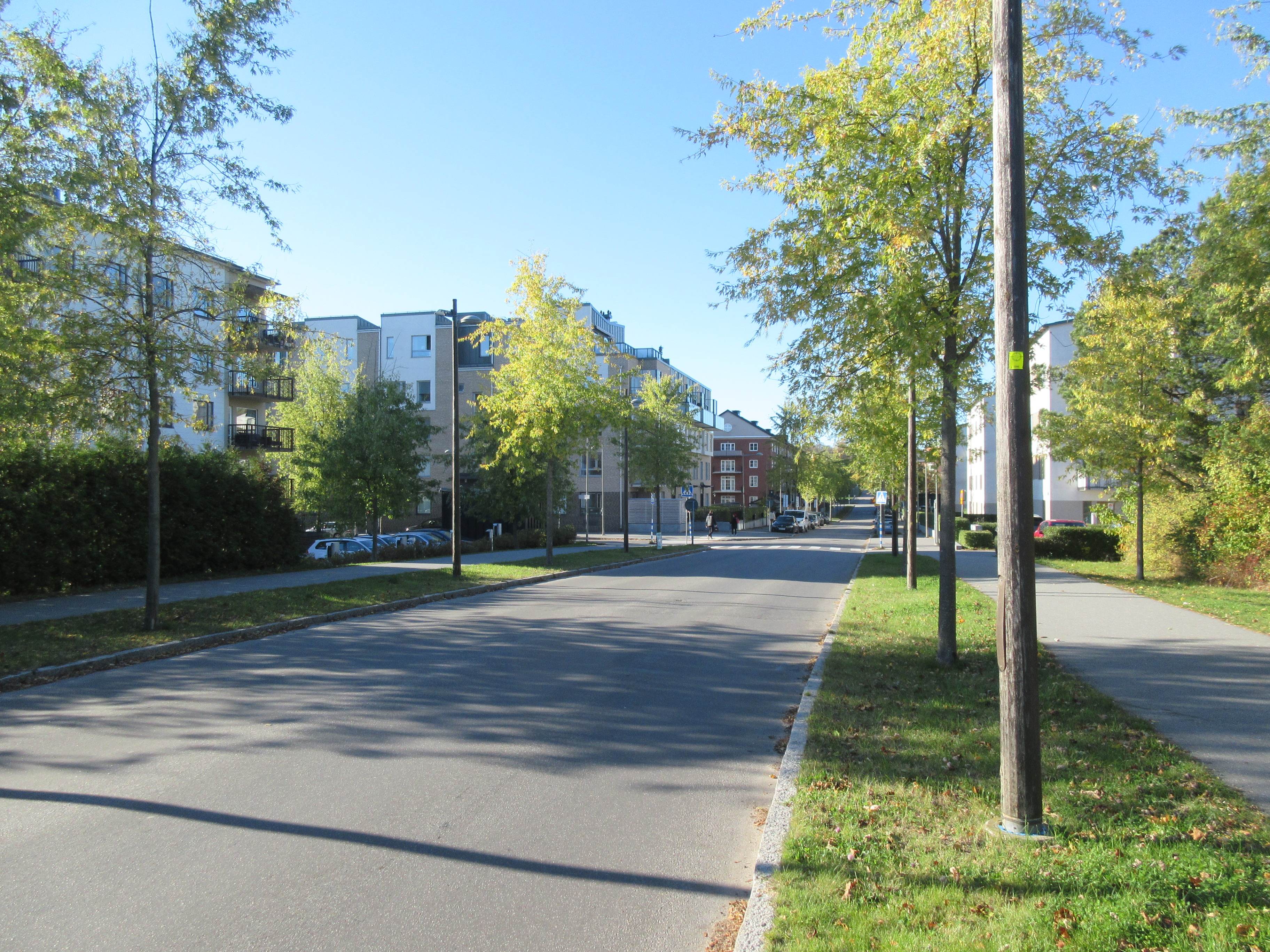
Styresman Sanders Väg går mellan Spångavägen och Beckombergaskolan.
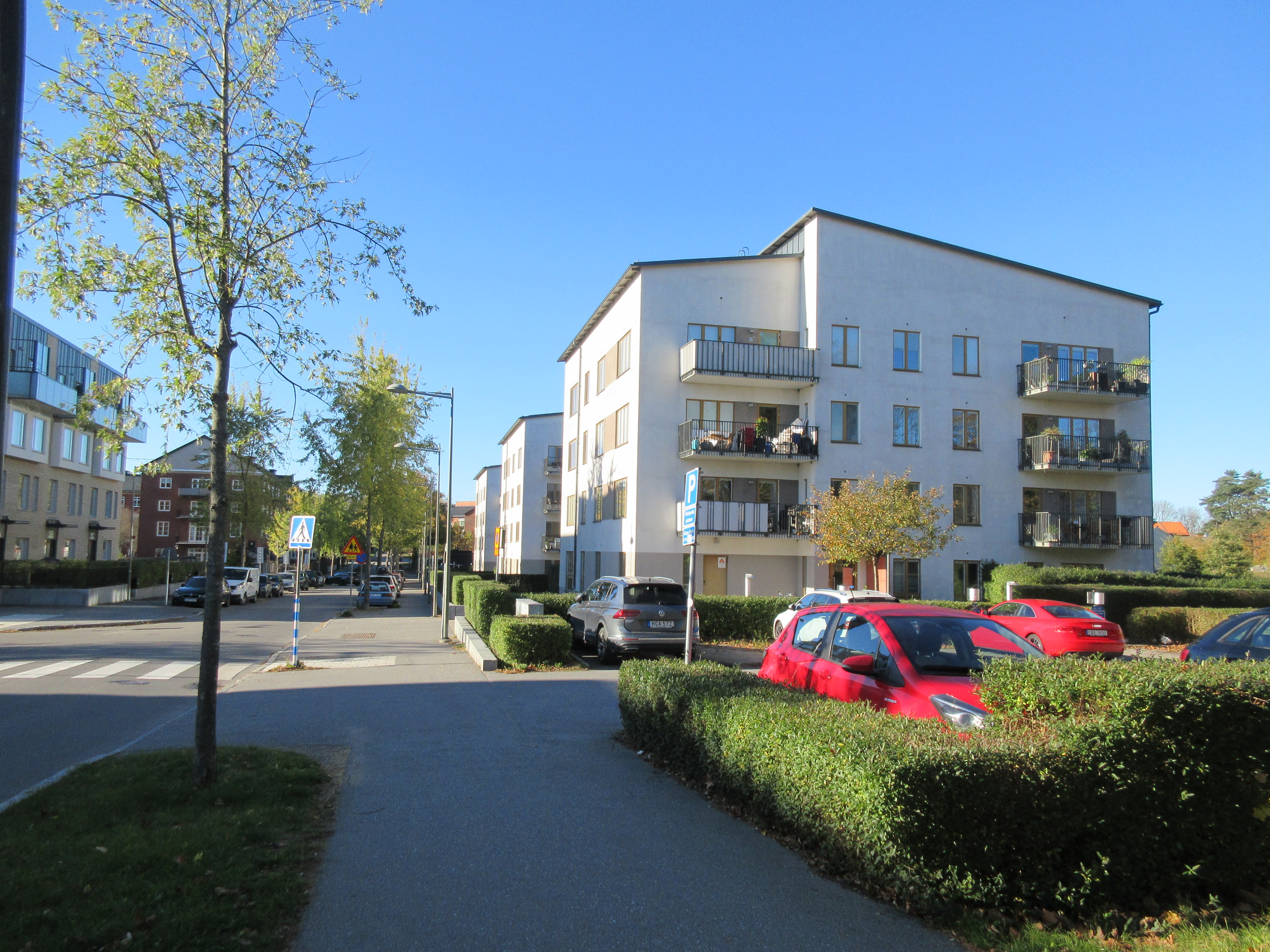
Huset vid Styresman Sanders Väg 2, nybyggdes 2007.
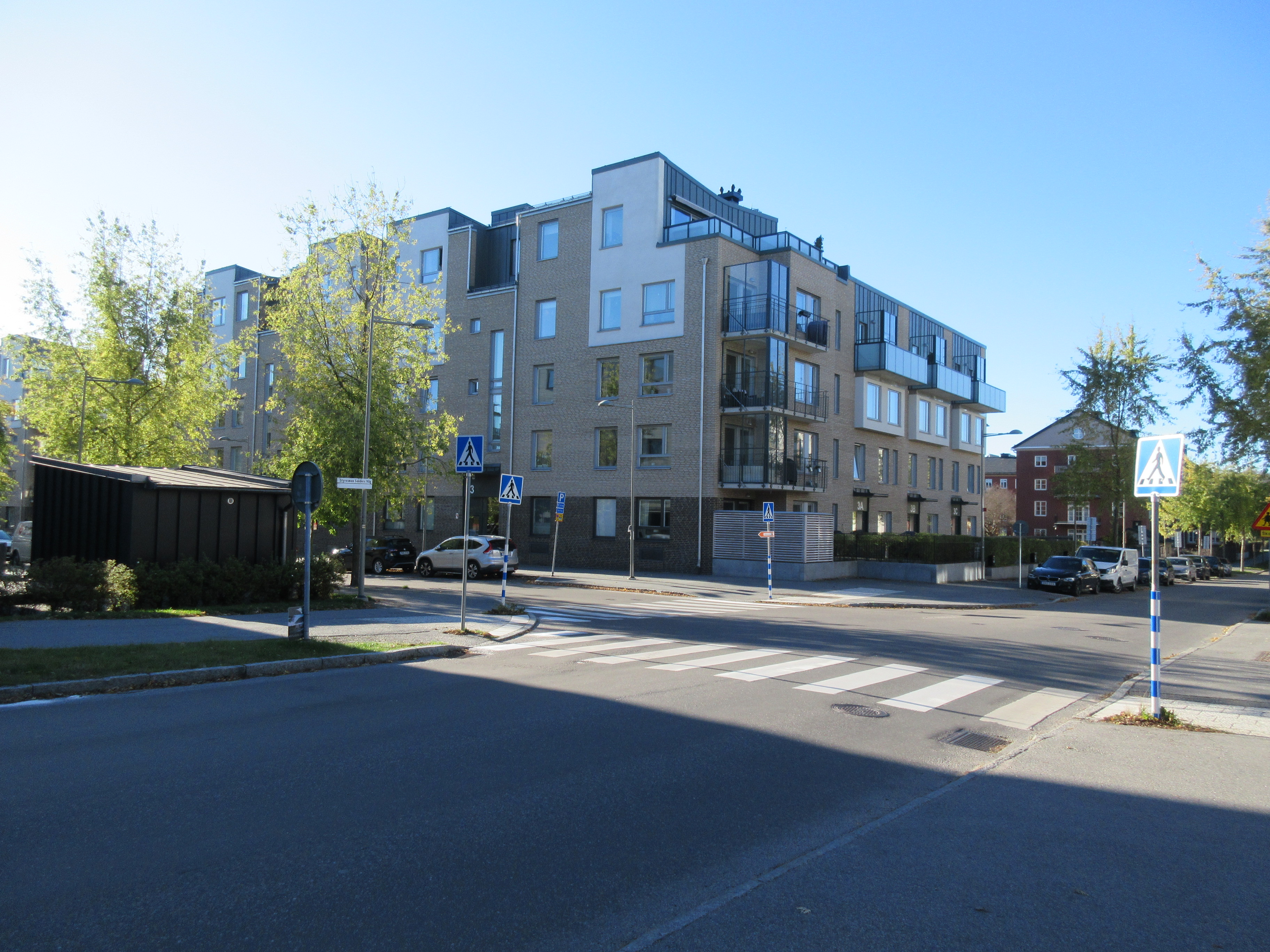
Huset vid Styresman Sanders Väg 3, etagelägenheter, byggdes 2017.
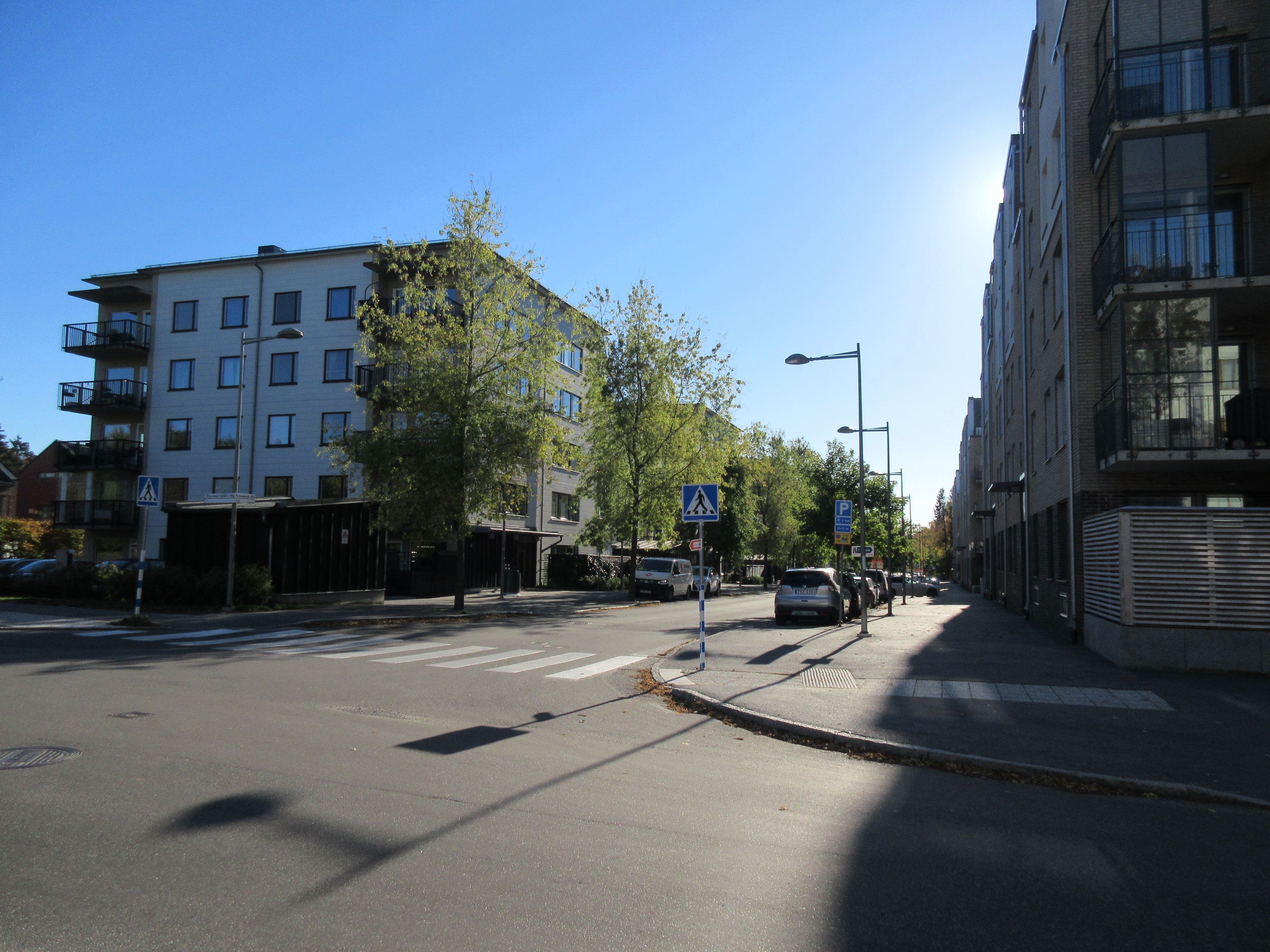
Huset vid Styresman Sanders Väg 4-8, nybyggdes 2008.
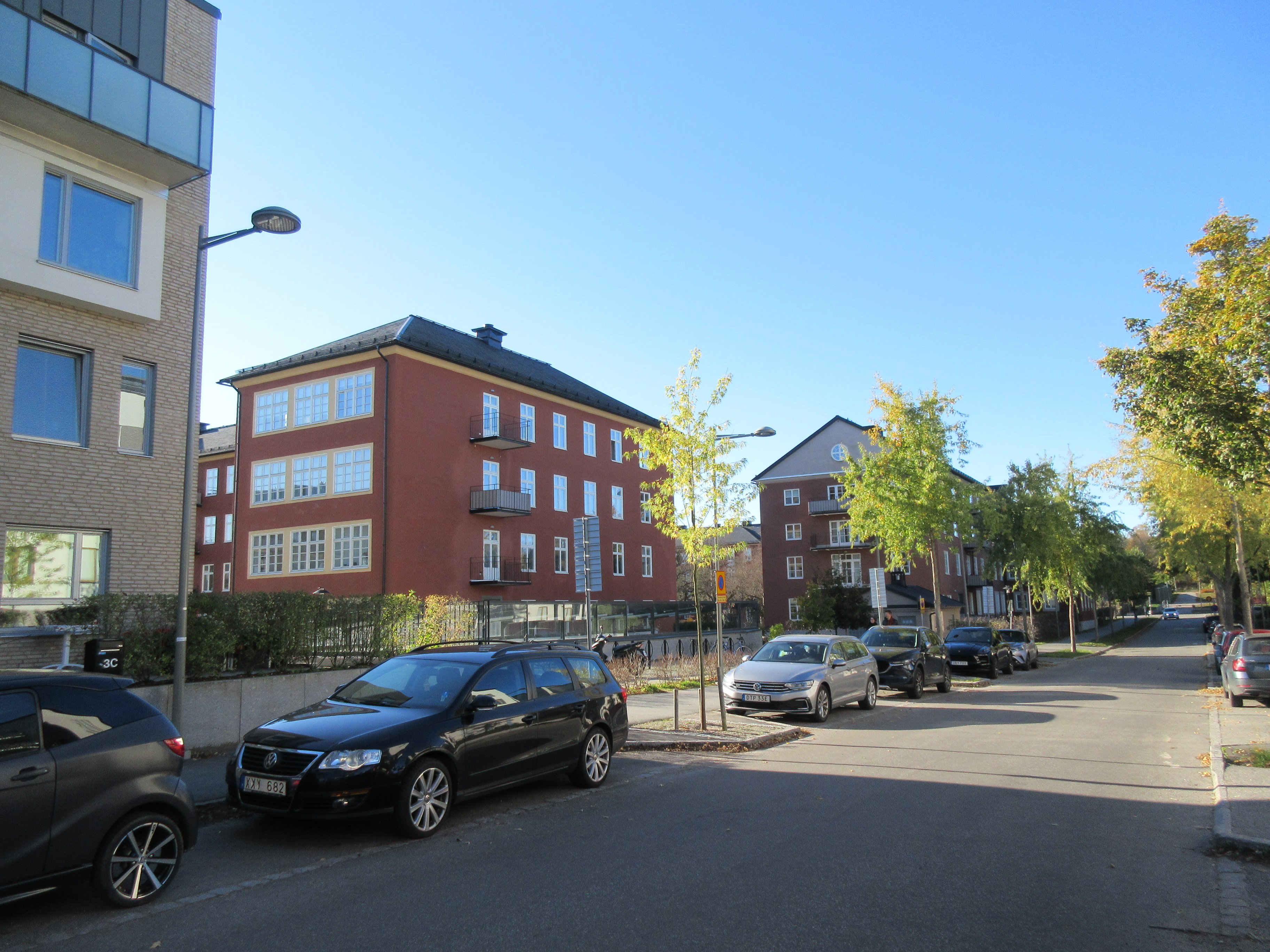
Huset vid Styresman Sanders Väg 5, nybyggdes 2015.
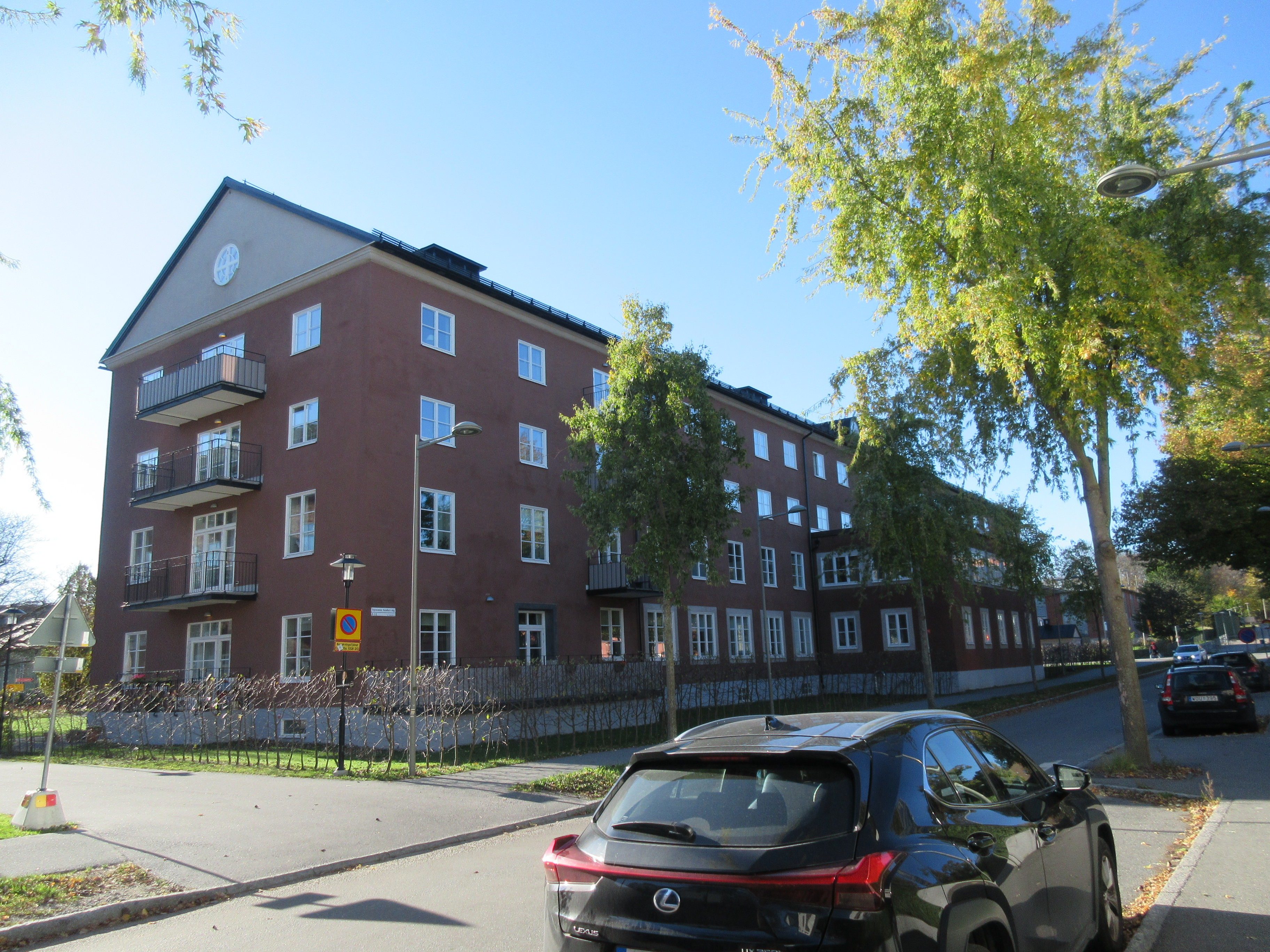
Huset vid Styresman Sanders Väg 7, byggdes först 1932 och ombyggdes 2015.
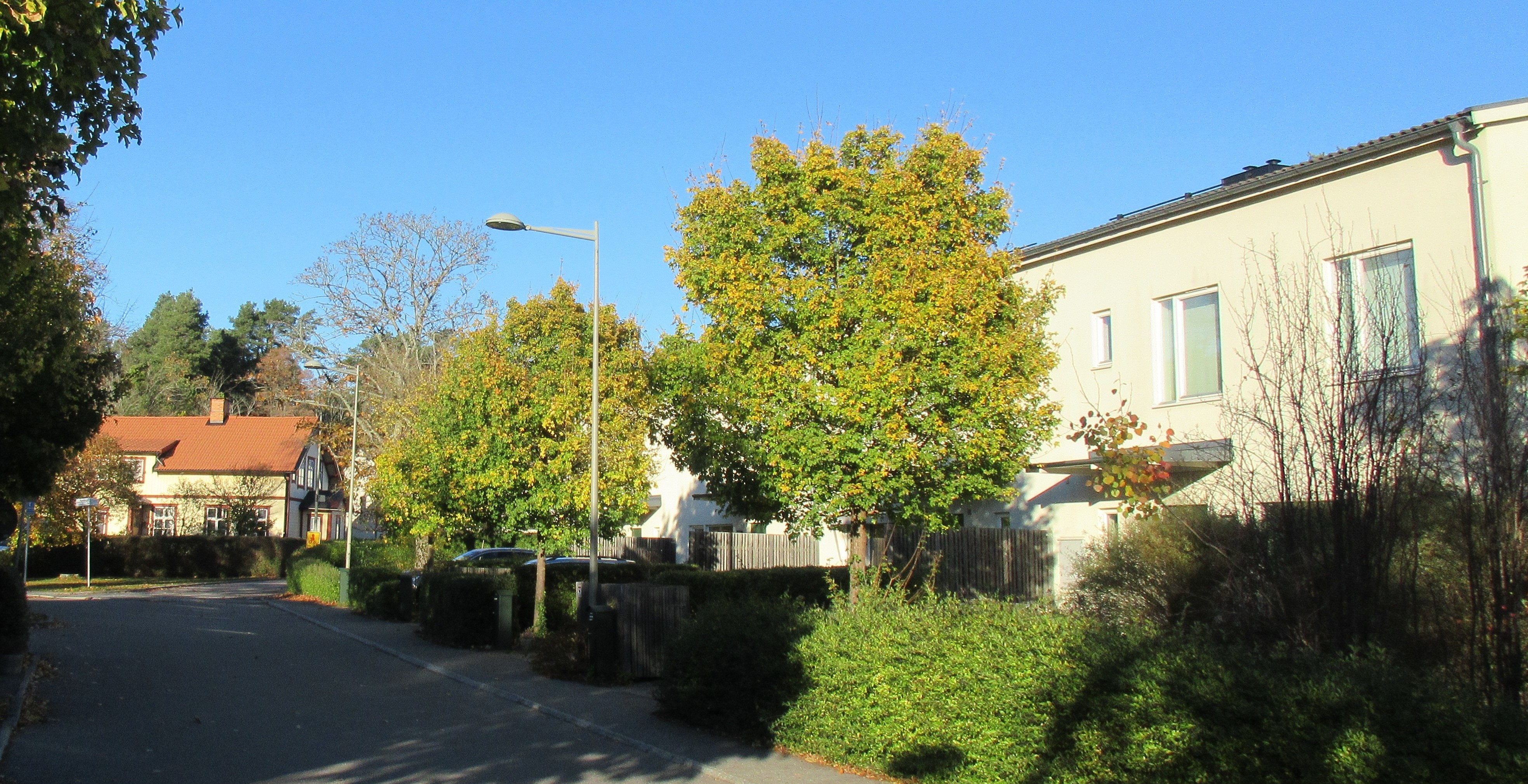
Nybyggda radhus vid Agatvägen, i bakgrunden syns Beckomberga gårds f.d. statarhus.
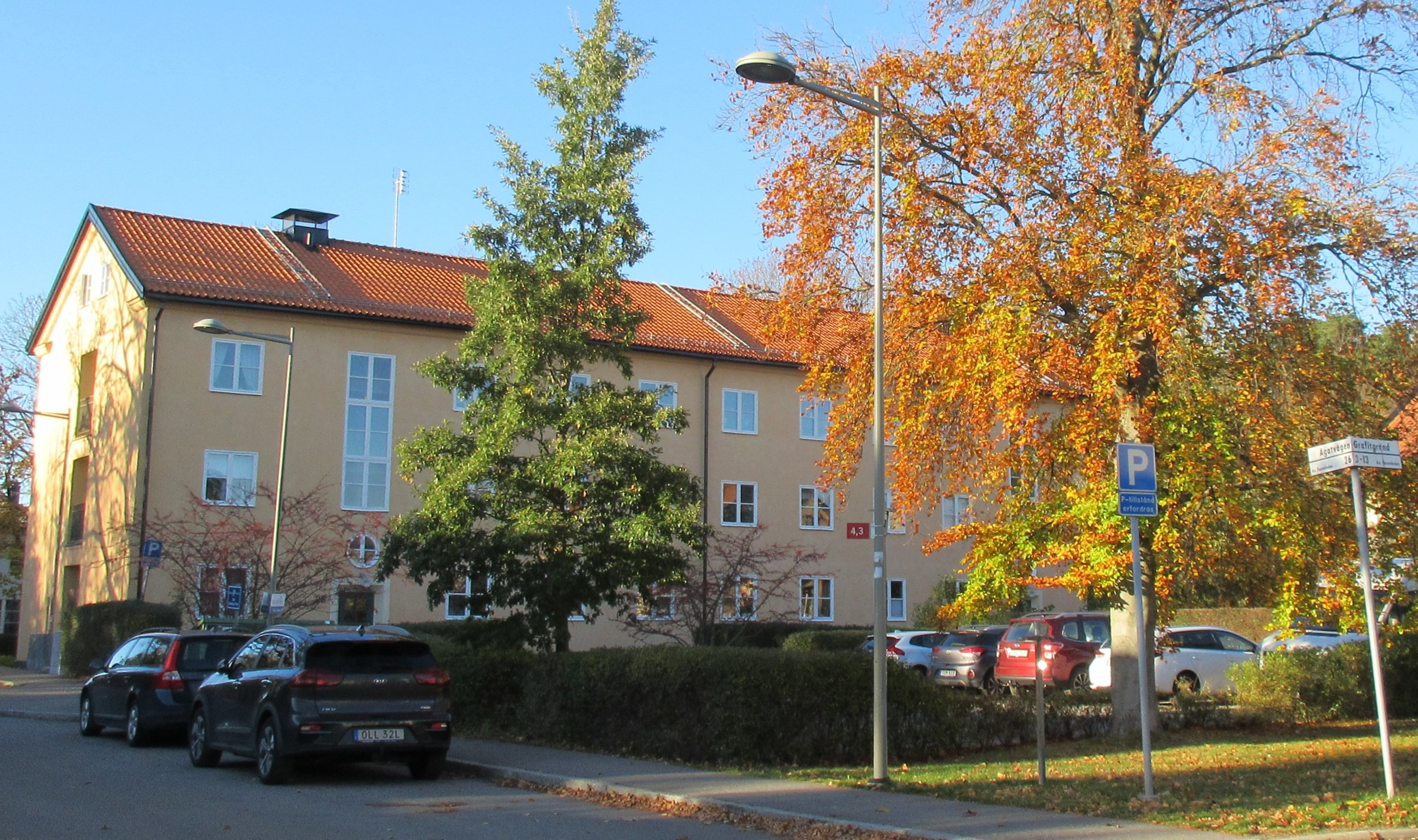
Huset vid Agatvägen 26 i korsningen vid Grafitgränd byggdes 1929, idag bostadsrätter.
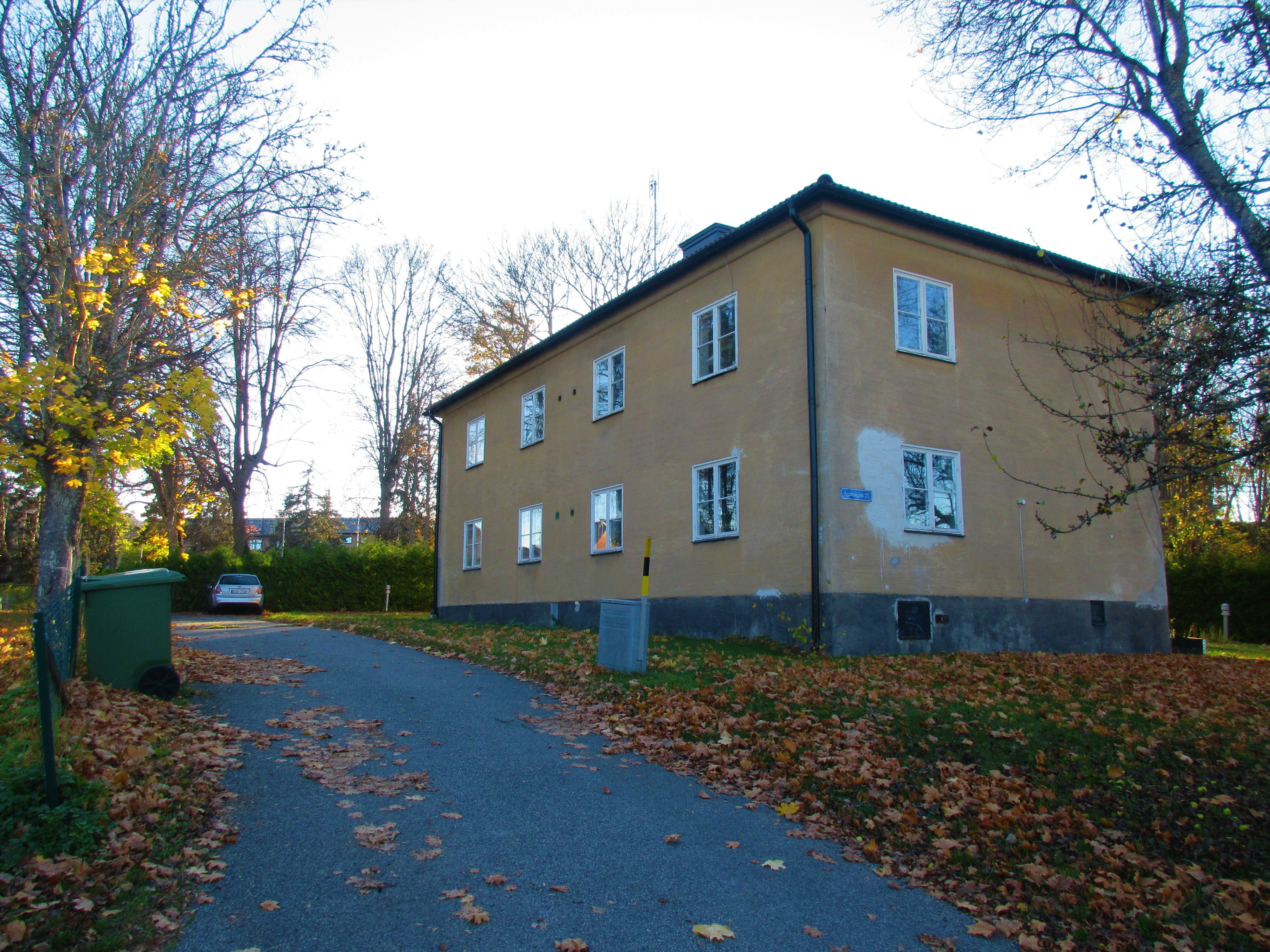
Huset vid Agatvägen 27, som byggdes 1950, var tidigare personalbostäder, idag är det flerfamiljshus.
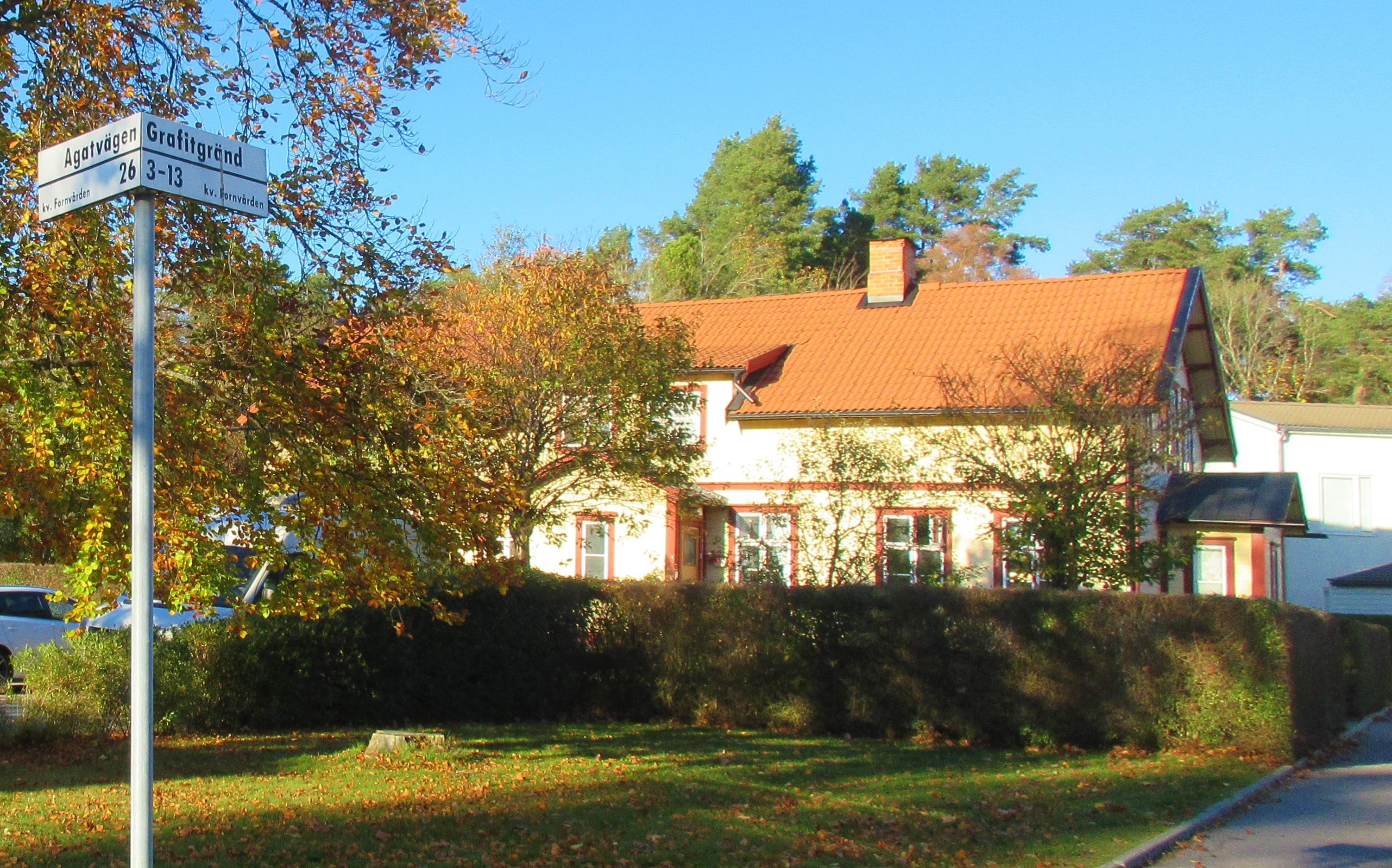
Grafitgränd 3, Beckomberga gårds f.d. statarbostad, byggt 1898, idag en bostadsrättsförening.

### Klockhuset i Beckomberga

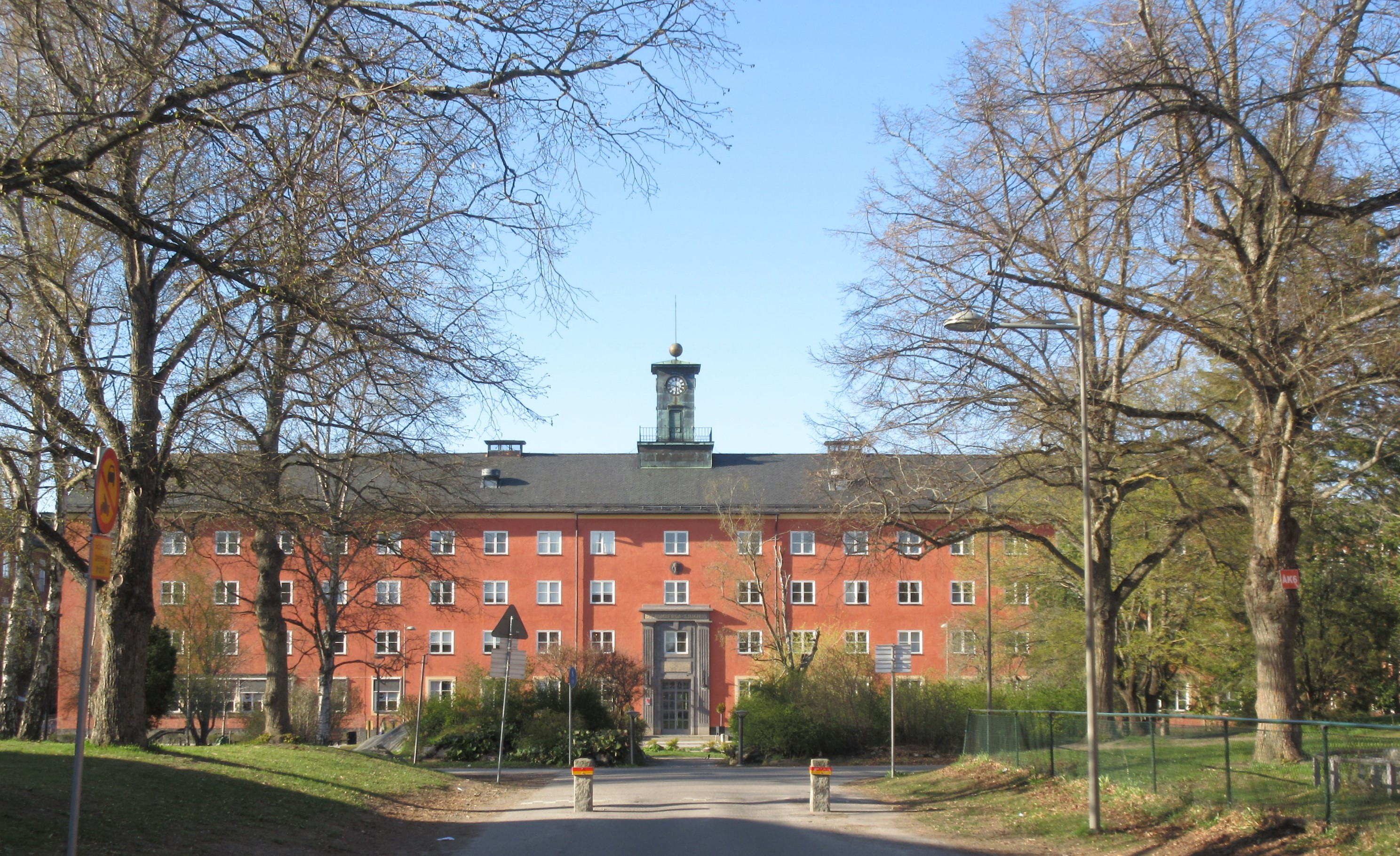
Huvudbyggnaden "Klockhuset" sett från söder vid Follingbogatan 18-22. Huset är k-märkt och det är ombyggt till bostäder.

Området kring "Klockhuset" i Beckomberga, där Beckomberga sjukhus tidigare låg, var en gång genom tiderna Sveriges största psykiatriska sjukhus och även ett av Europas största. Sjukhuset ritades av Carl Westman, som var en av dåtidens stora arkitekter av offentliga byggnader. Sjukhuset öppnade 1935 för 1600 patienter och 800 anställda. Vidsträckta gräsytor, planteringar och alléer anlades kring sjukhuset. Som en del av patienternas terapi ingick skötsel av parken. Idag finns fortfarande flera av träden från den tiden bevarade och några av träden står i gott skick. Ända fram till 1995 nyttjades fastigheten "Klockhuset" som administrationsbyggnad. Under åren 2013-2014 byggdes "Klockhuset" om till bostadsändamål.

### Klockhusparken i Beckomberga
Klockhusparken i Beckomberga är till stor del en park med gräsmattor och lövträd. Kring det gamla sjukhusområdet ligger moderna flerfamiljshus och skolor.
I Klockhusparken finns det en skulptur av konstnären Johan Petterson som heter Hästens resa (2016). Skulpturen skapades till minne av Beckombergas historia 1927-2017.
I parken finns även en Litterär skylt, Det litterära Stockholm, med citat ur Sara Stridsbergs bok Beckomberga: ode till min familj (2014). Stora delar av bokens handling utspelar sig i Beckomberga skjuhus, där författaren själv tillbringade släktvisiter som ung. Boken nominerades till Augustpriset 2014 och boken har även gjorts om till en pjäs på Dramaten (2015), där pjäsen heter Beckomberga. Skylten sattes upp i parken i augusti 2017.

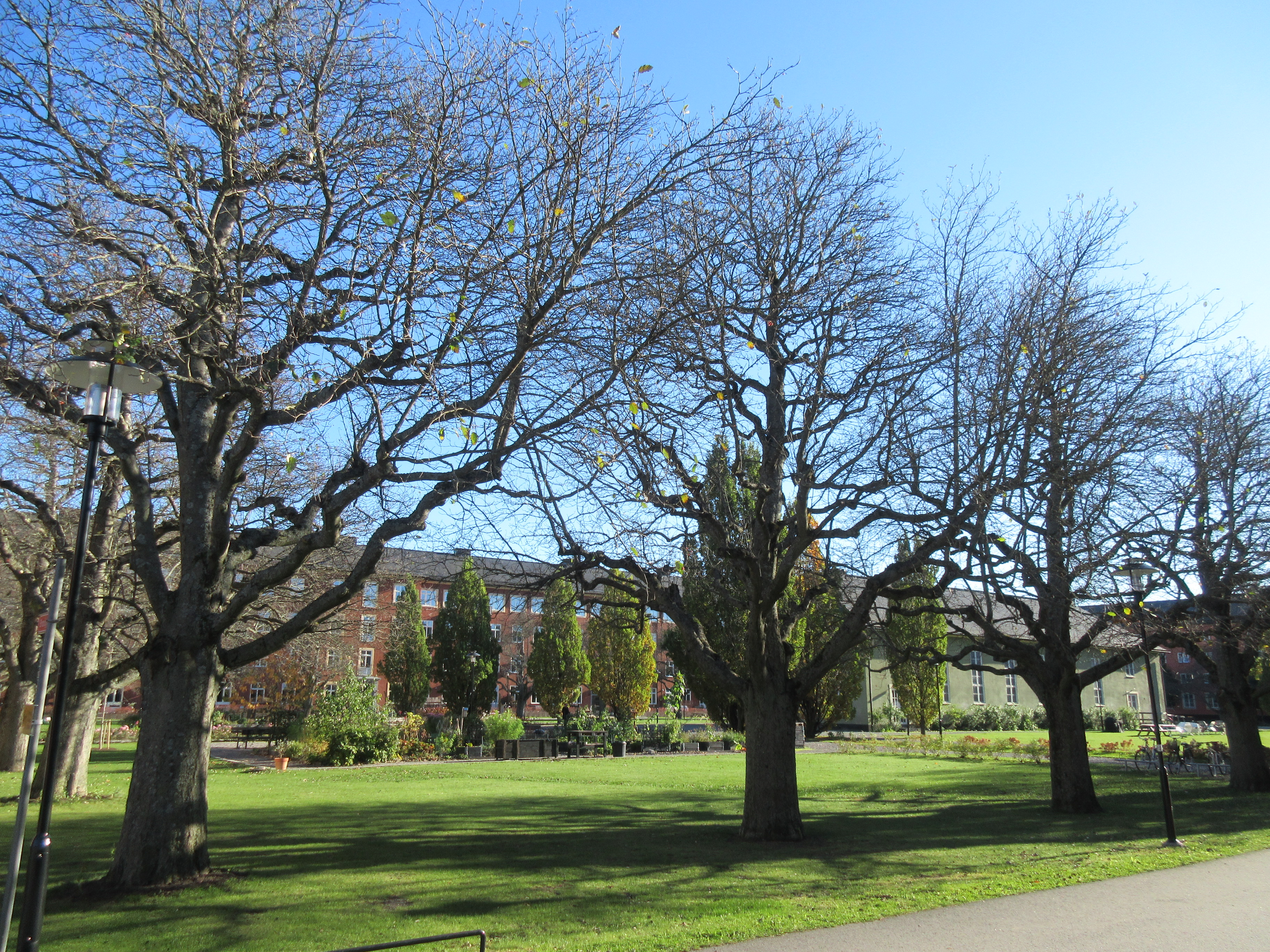
Klockhusparken.
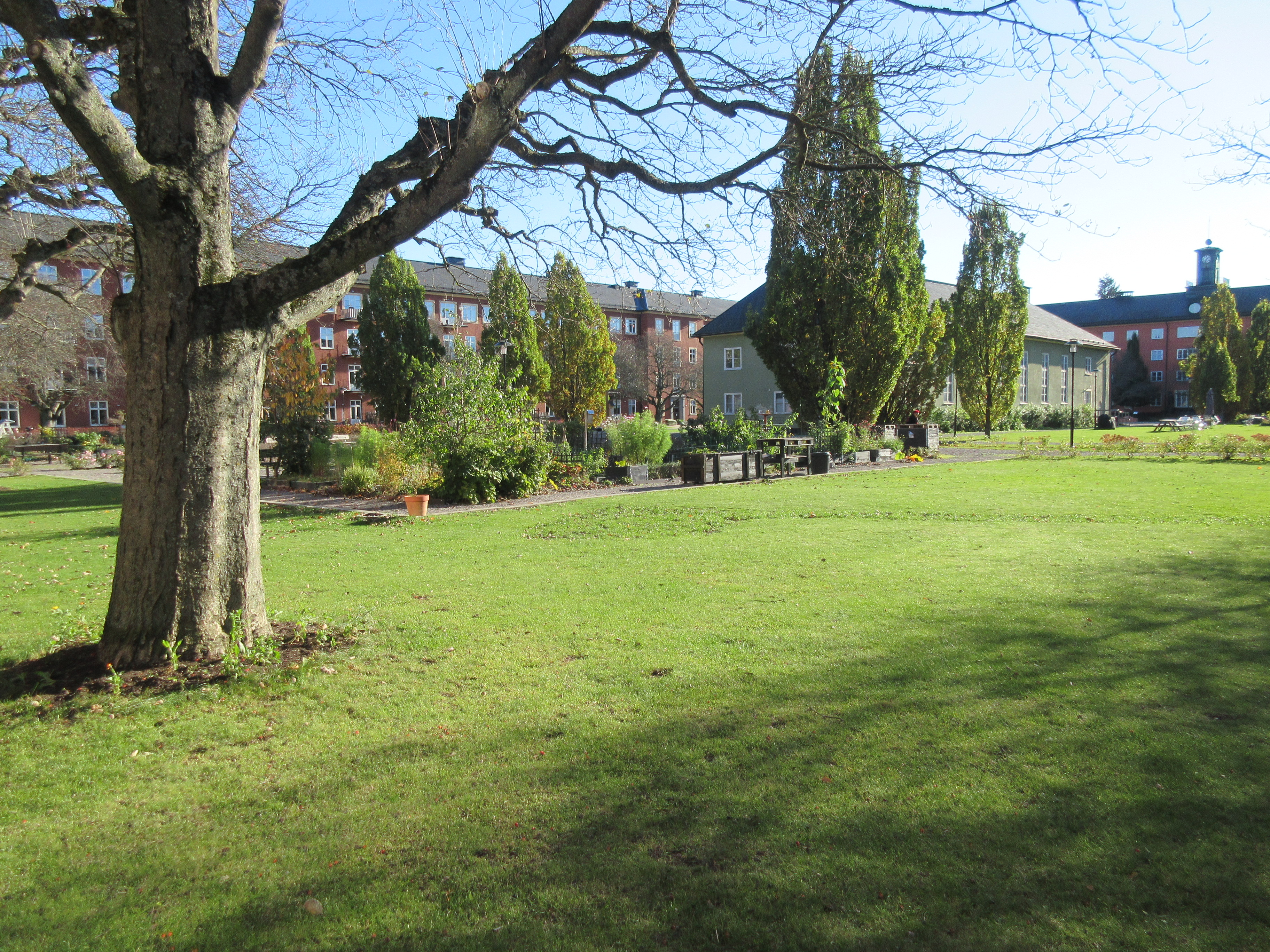
Klockhusparken.
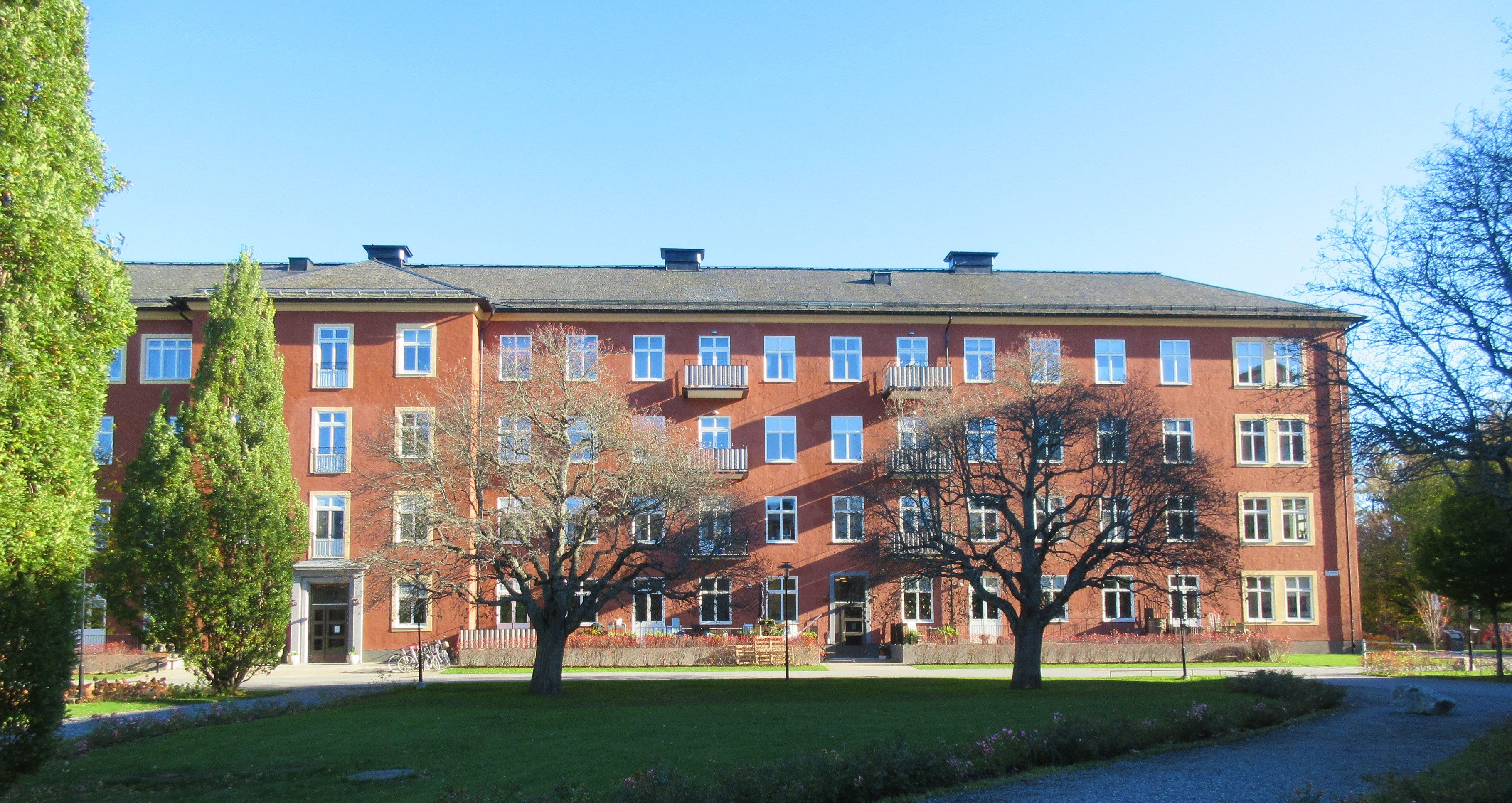
Bebyggelse vid Klockhusparken.
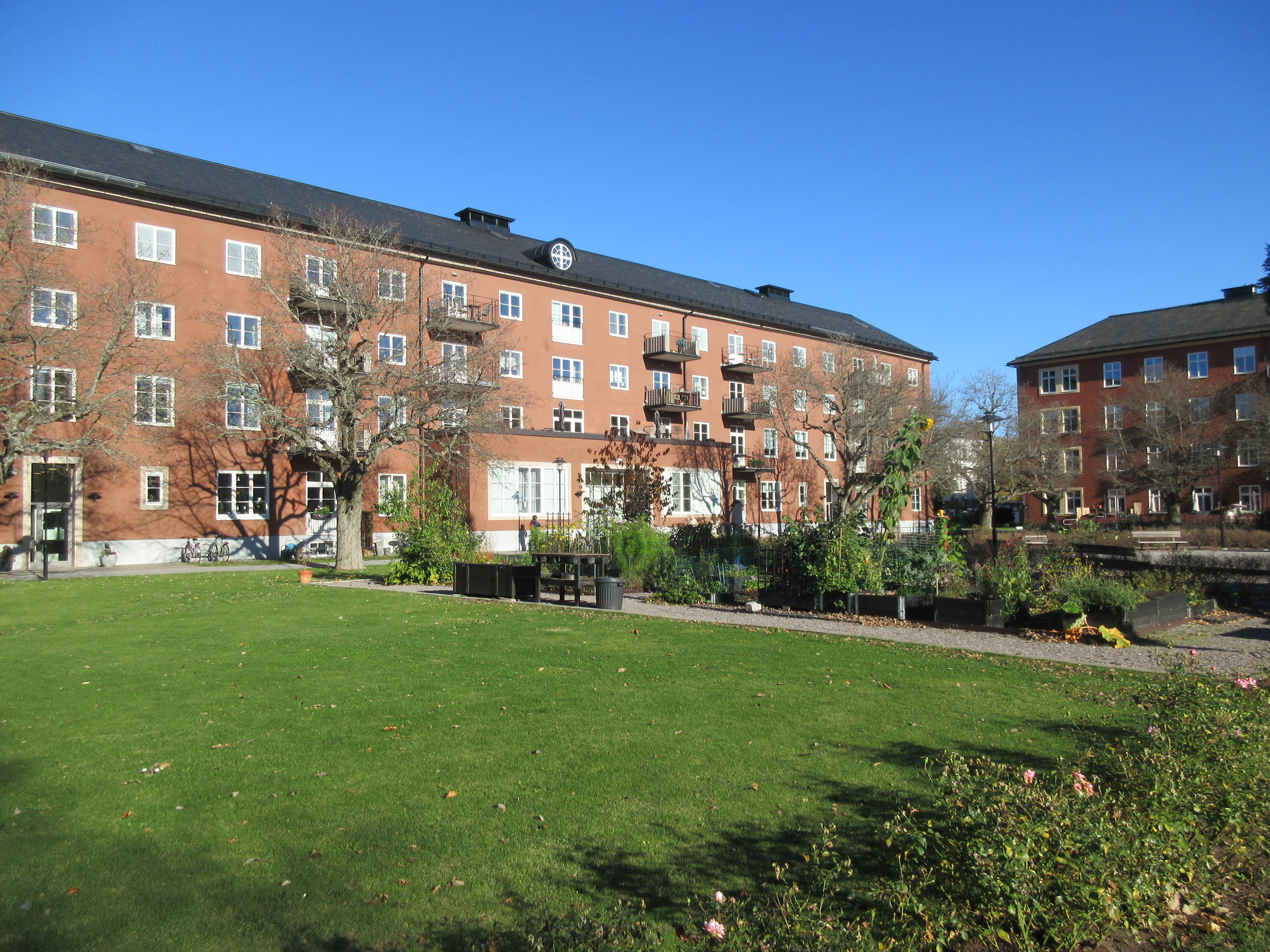
Bebyggelse vid Klockhusparken.
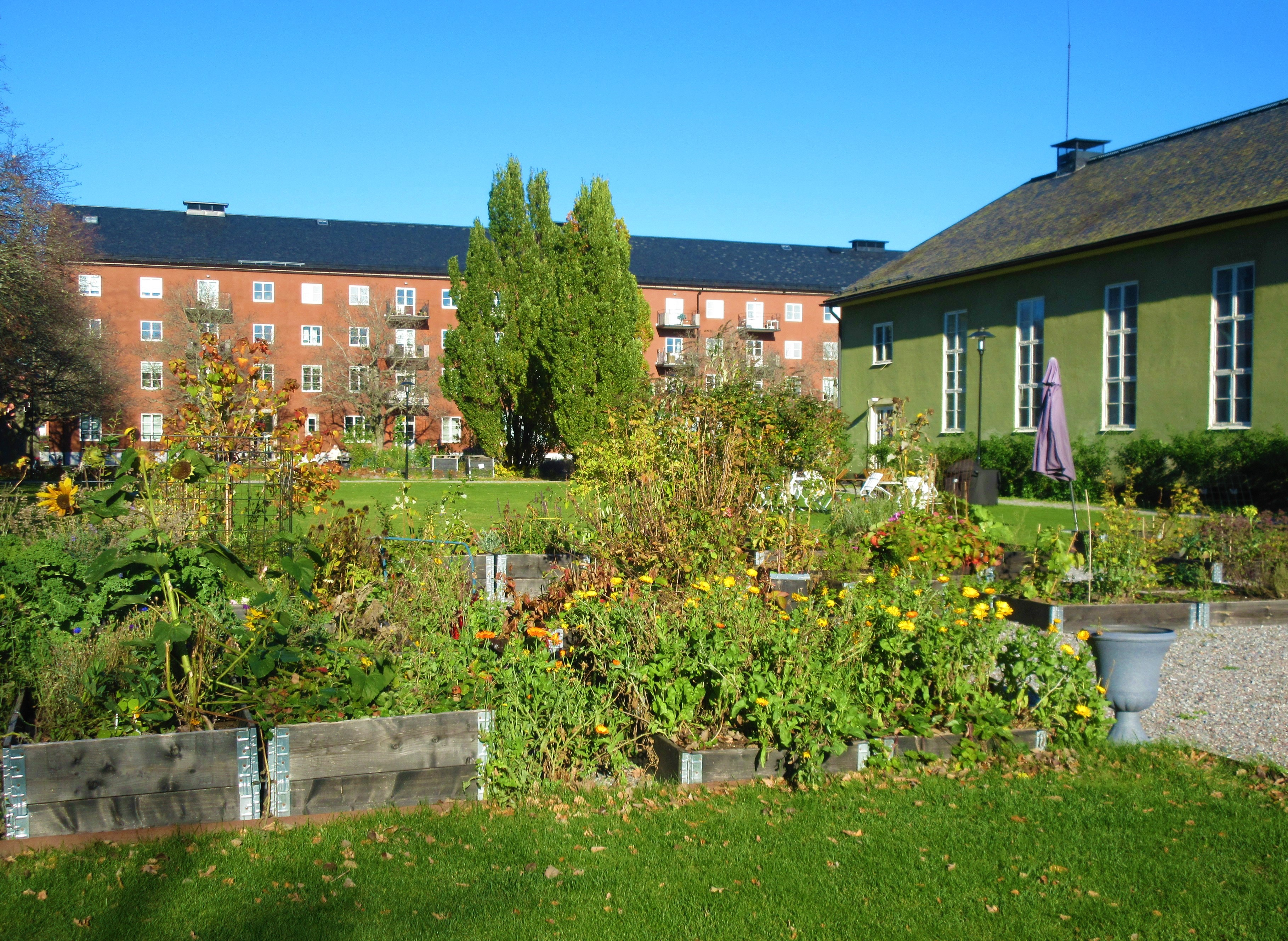
Bebyggelse och grönska i Klockhusparken.
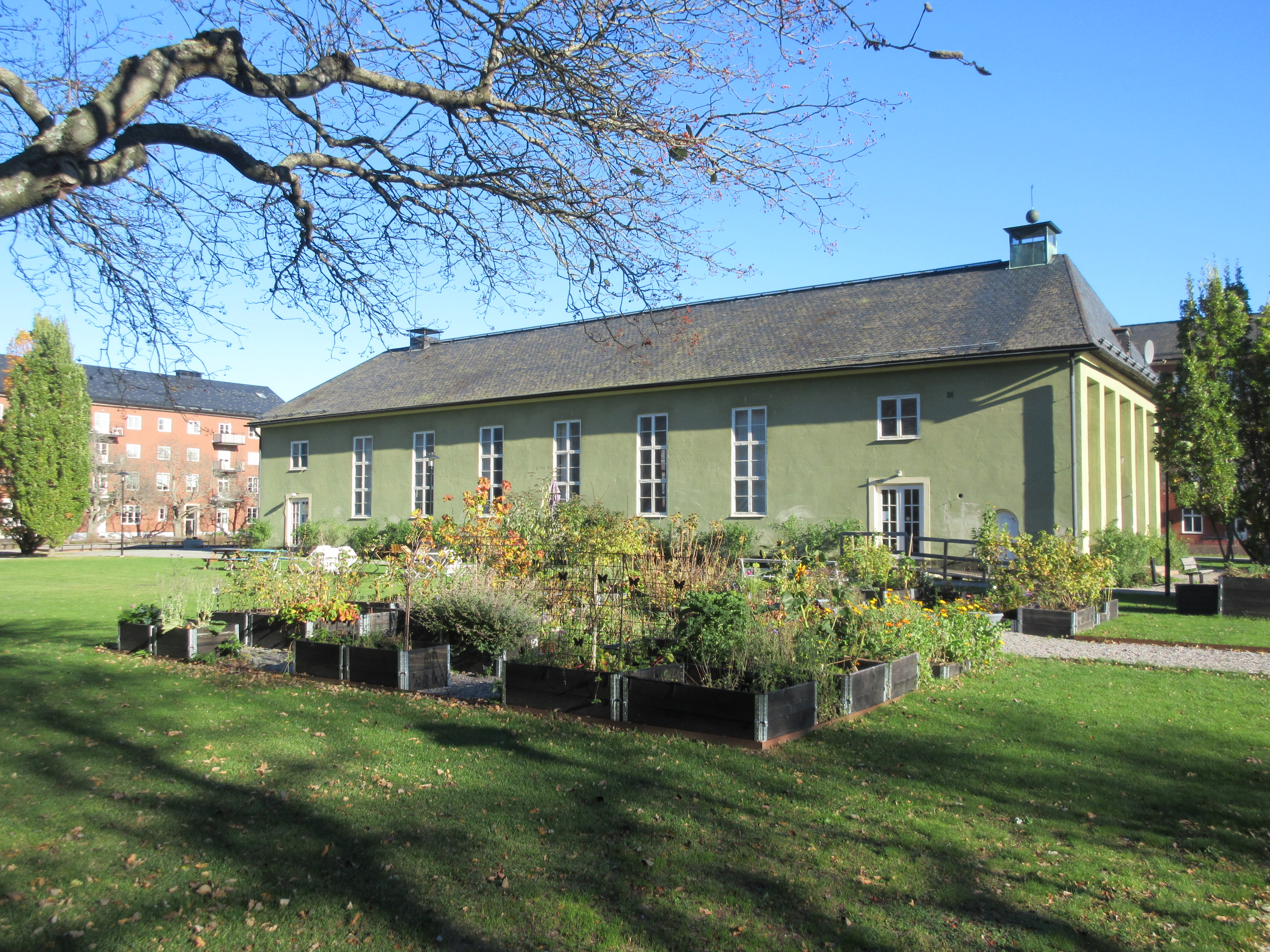
Gröna huset, paviljong mitt i parken, den användes tidigare som samlingssal.
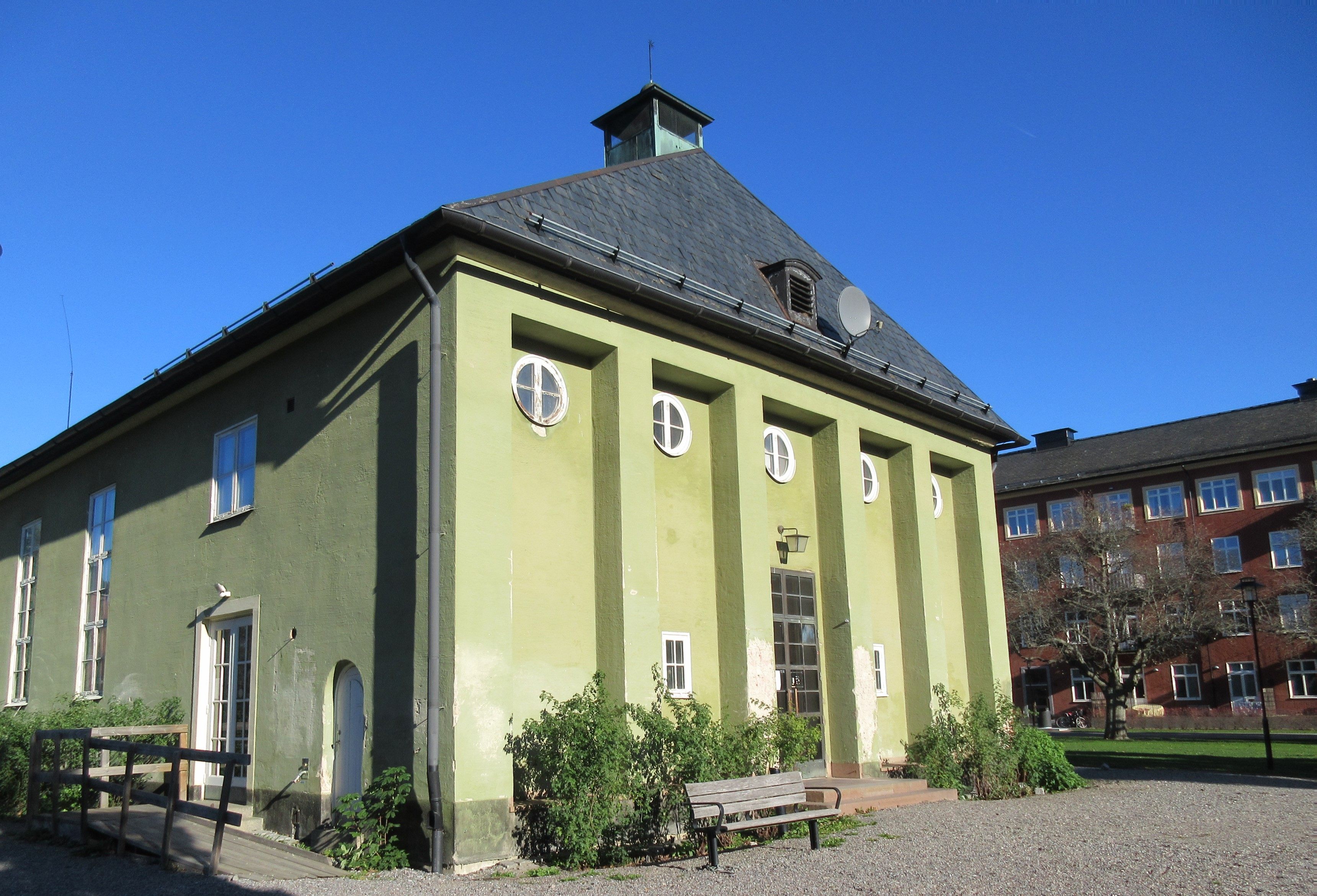
Gröna huset är kulturminnesmärkt.
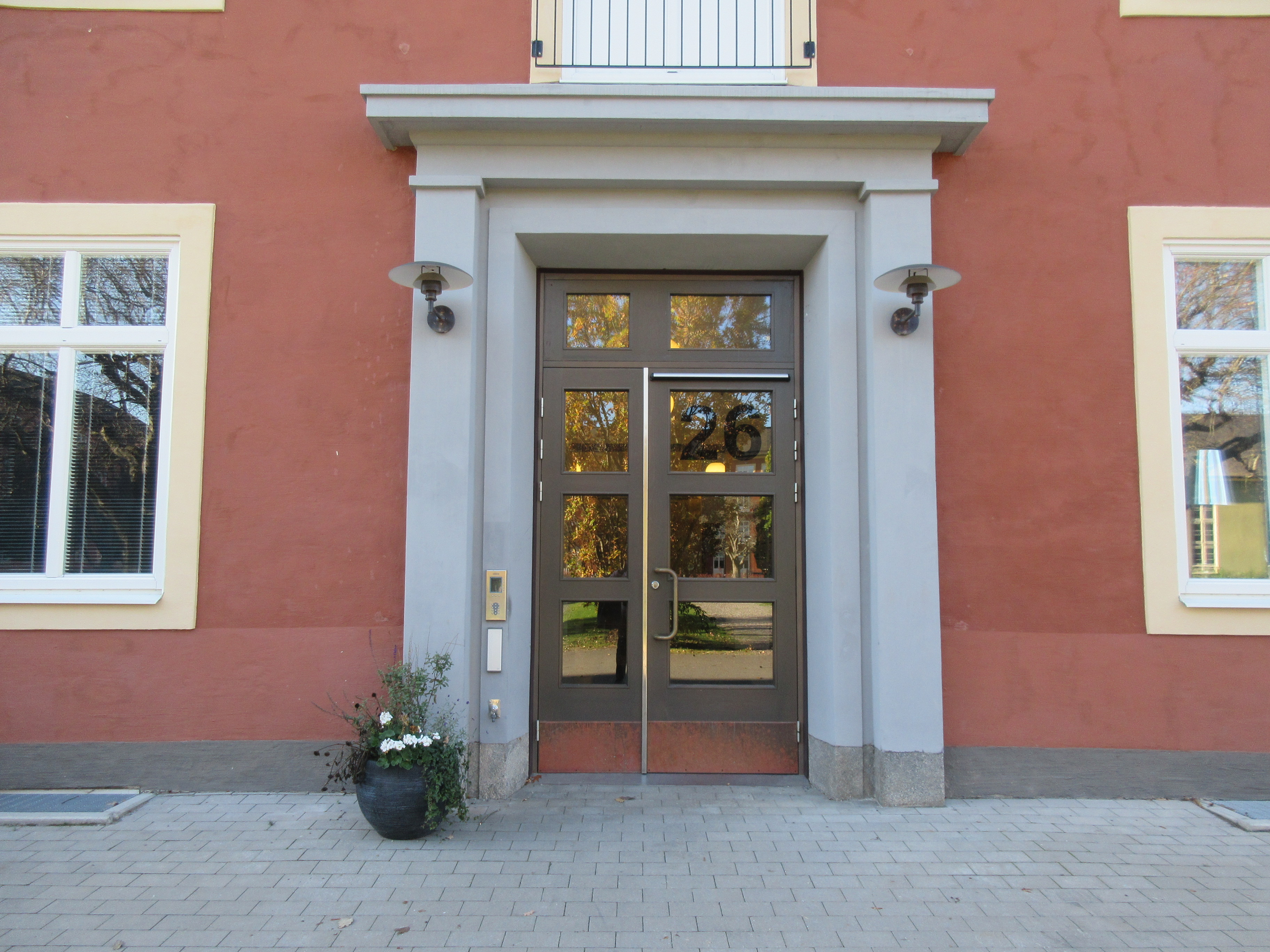
Portalen vid Follingbogatan 26 vetter mot Klockhusparken.
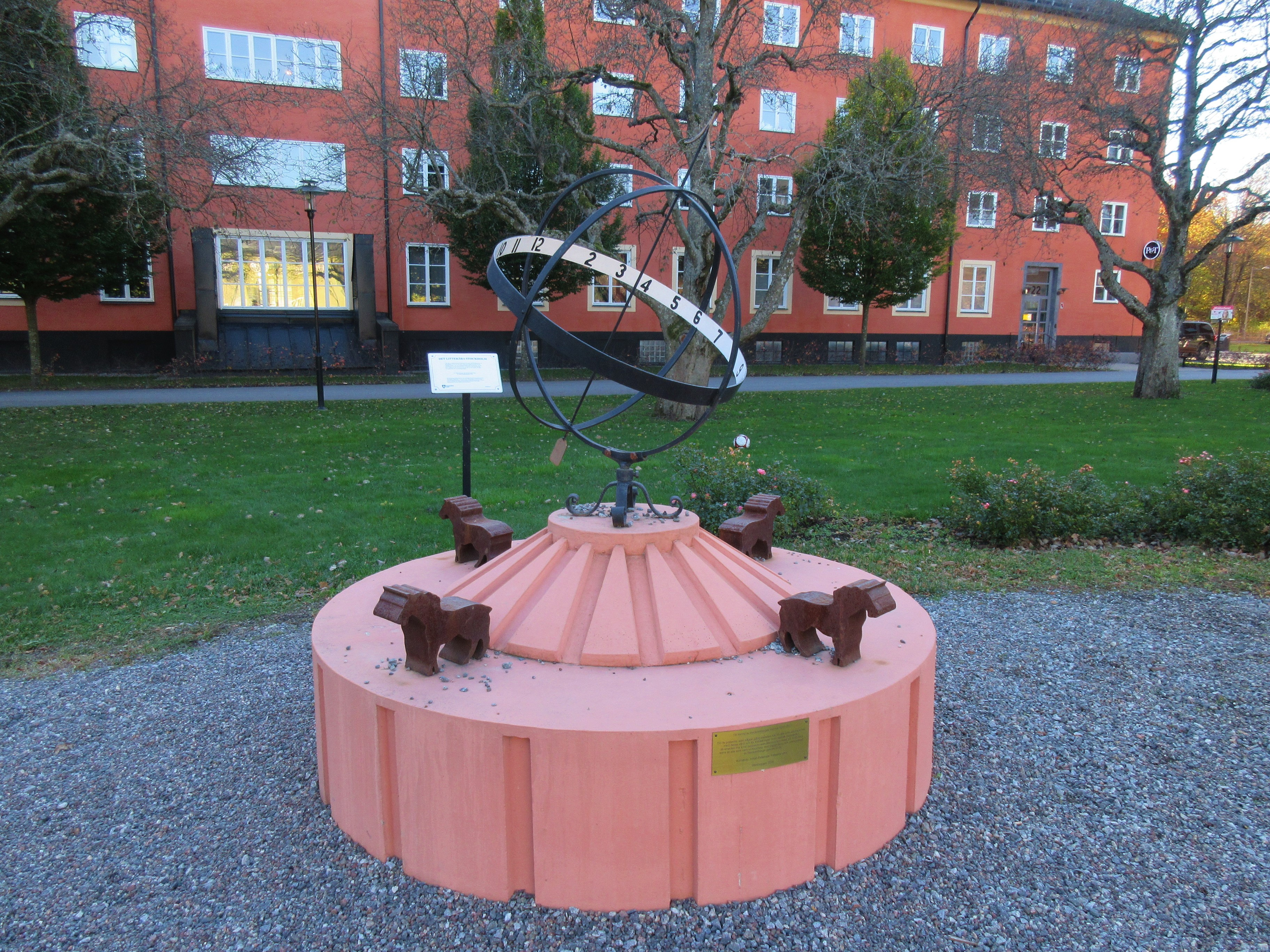
Skulpturen Hästens resa (2016) av Johan Petterson i Klockhusparken.
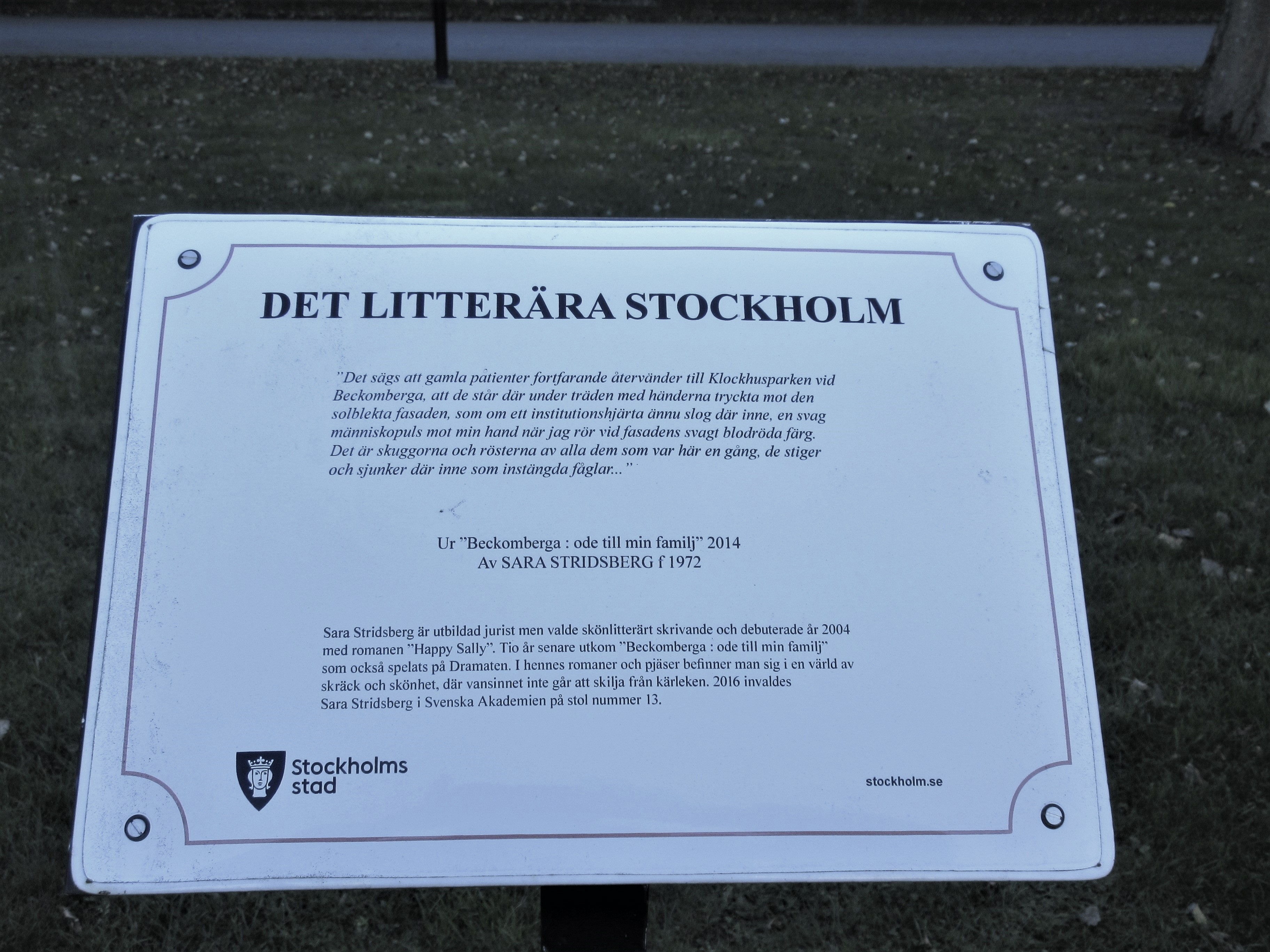
Skylten Det litterära Stockholm med citat ur Sara Stridsbergs bok Beckomberga: ode till min familj (2014).

### Skolor
Här finns den kommunala Beckombergaskolan och friskolan Raoul Wallenbergskolan samt förskola. Beckombergaskolan är för elever i förskoleklass-åk 6 med cirka 510 elever. Raoul Wallenbergskolan ligger i en kulturskyddad byggnad. Skolan har hälften av sin undervisning på engelska. Raoul Wallenbergs skola, RWS, Bromma, startade 2006 på Beckombergavägen 316 i Beckomberga. Här finns även en förskola, Raoul Wallenbergs förskola, RWF, Bromma, som startade 2010 på Beckombergavägen 314, en F-9-skola med drygt 540 elever. Förskolan har cirka 130 barn och ligger i de kulturmärkta lokalerna i den anrika sjukhusparken.
Hösten 2012 startade Montessoriförskolan Planeten AB på Söderberga Allé 28 i Söderberga Gård. Montessoripedagogik är en pedagogik som har sin grund i Maria Montessoris observationer av barn. Den bygger på en övertygelse att barnet strävar efter att utveckla sig självt och att denna utveckling följer olika sensitiva perioder. Förskolan etablerades med syfte att ge barn en trygg start i livet genom att erbjuda en förskola med en lite mindre barngrupp, med stor personaltäthet och framför allt genom att ha Montessoripedagogiken i centrum. Montessoriförskolan Bromma Planeten vid Söderberga Allé har plats för 54 barn i åldrarna 1 till 6 år, i 4 avdelningar.

## Bilder av skolorna, skolgården och förskola

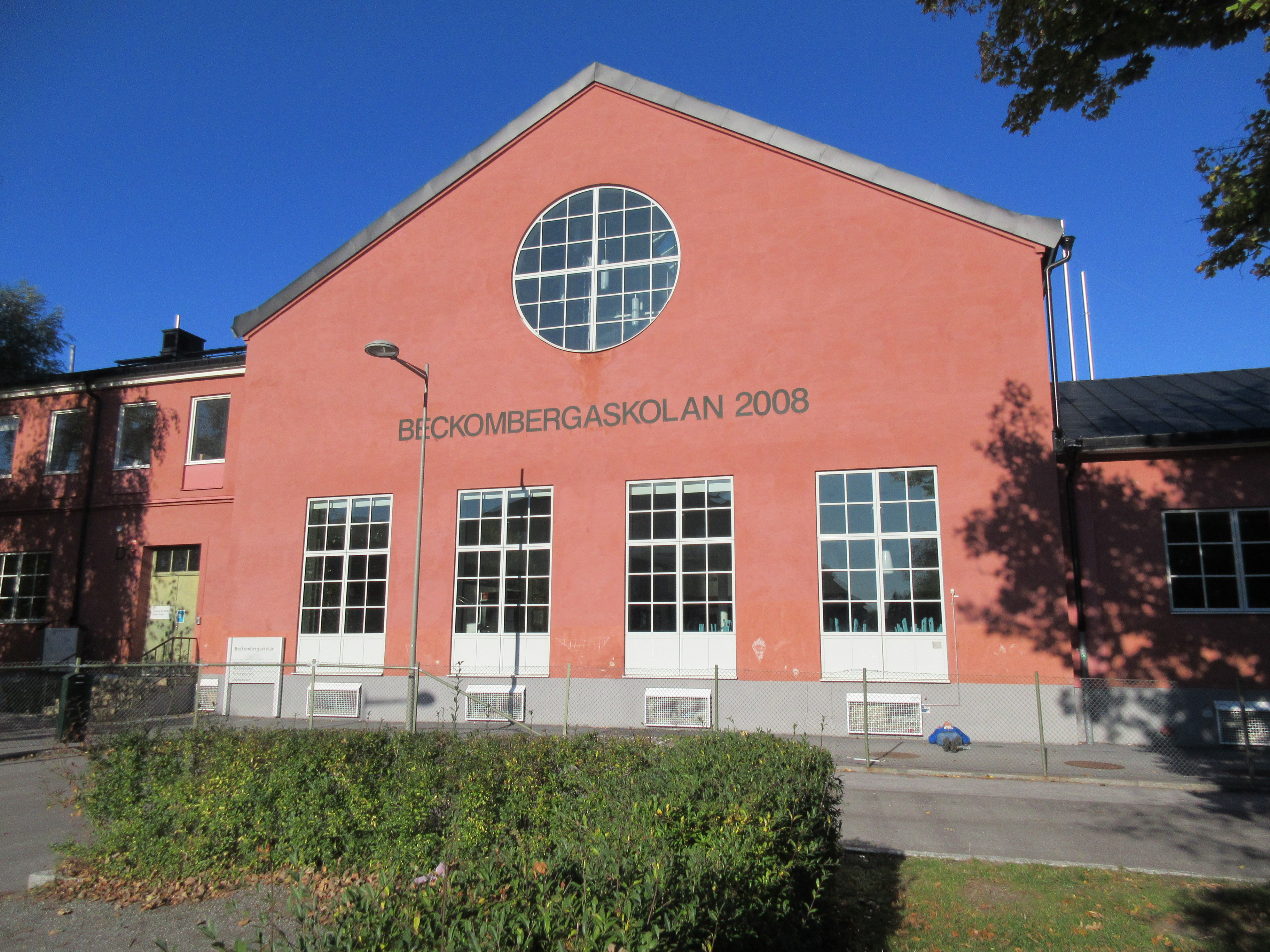
Beckombergaskolan på Styresman Sanders väg 14 ligger i en ombyggd panncentral från 1930 och invigdes 2008.
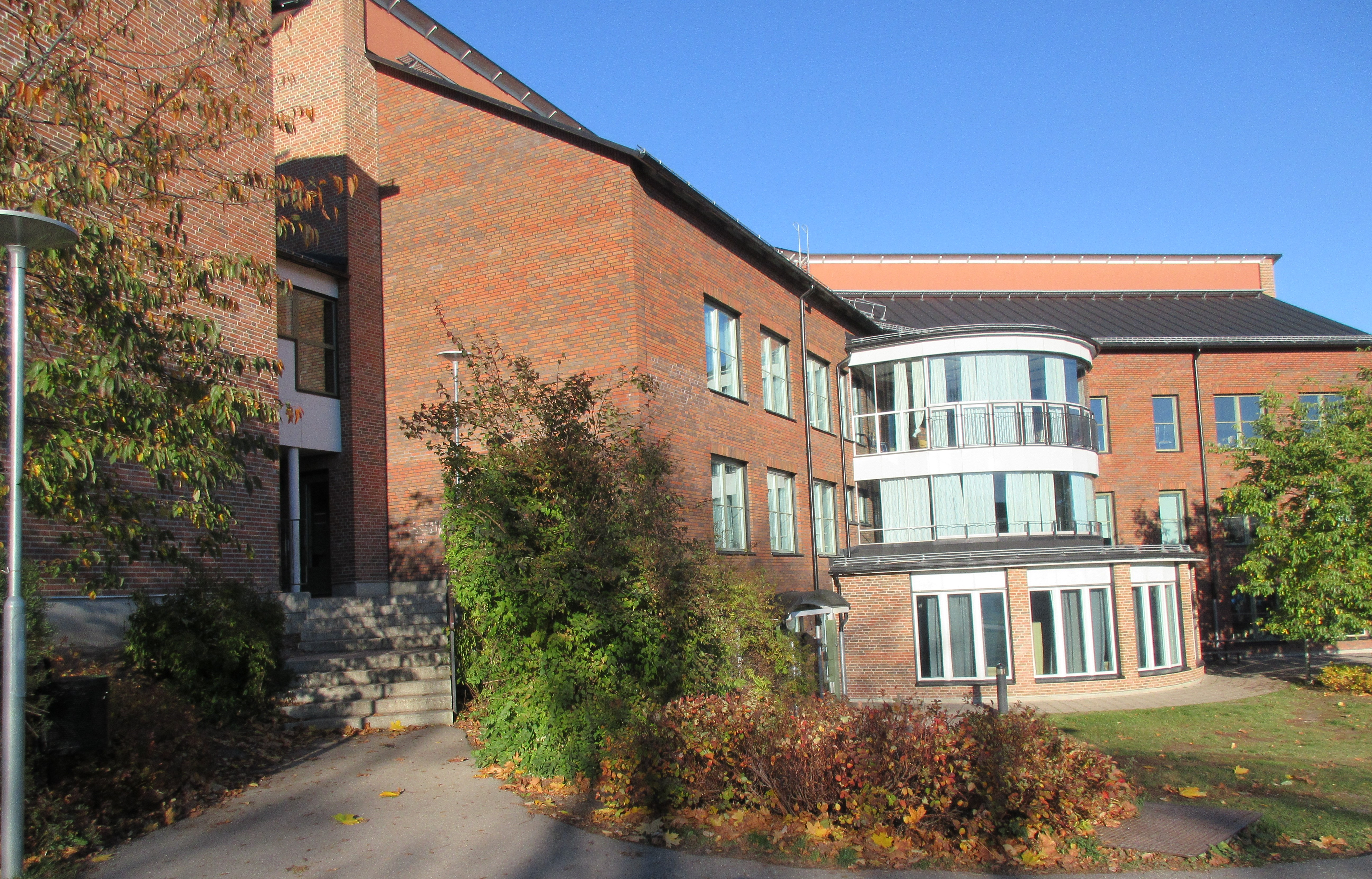
Den nybyggda delen av Beckombergaskolan invigdes ocikså 2008.
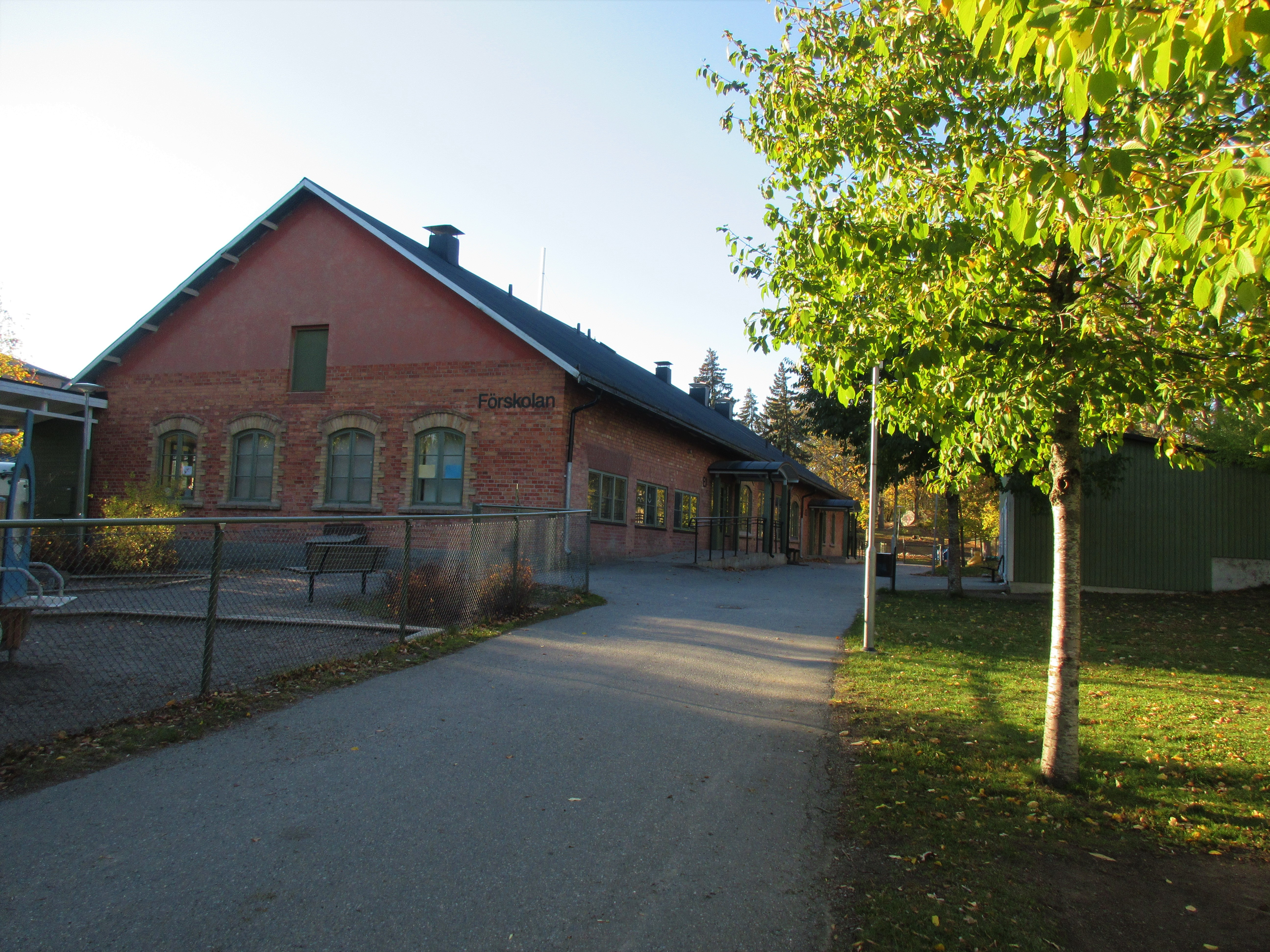
Förskolan Stallet vid Beckombergaskolan på Styresman Sanders väg 16 är en ombyggd stallbyggnad från 1898.
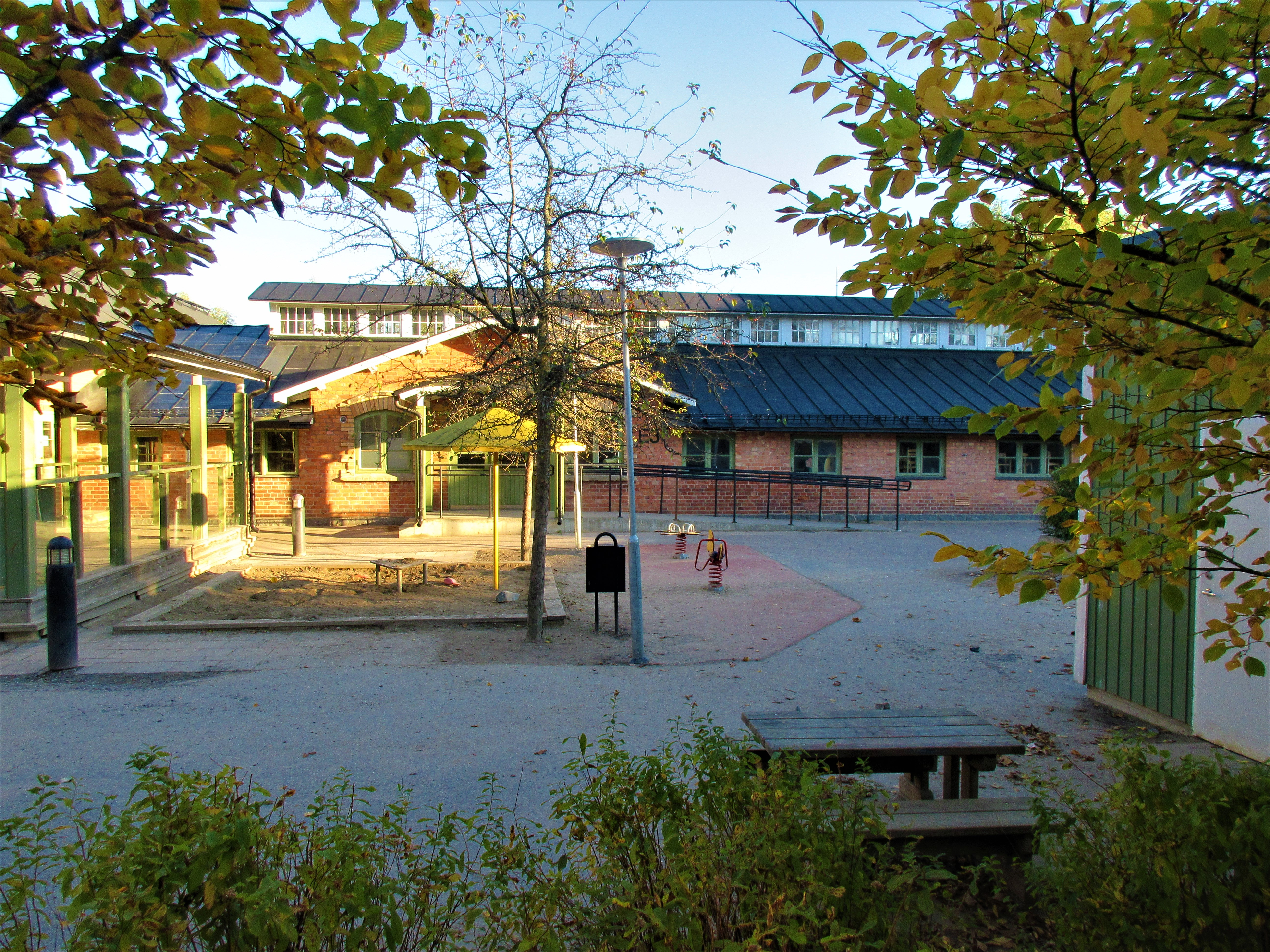
Förskolan Stallet från förskolans gårdssida i det ombyggda stallet med sina lanterninfönster. Förskolans gård gränsar till Beckombergaskolans skolgård.
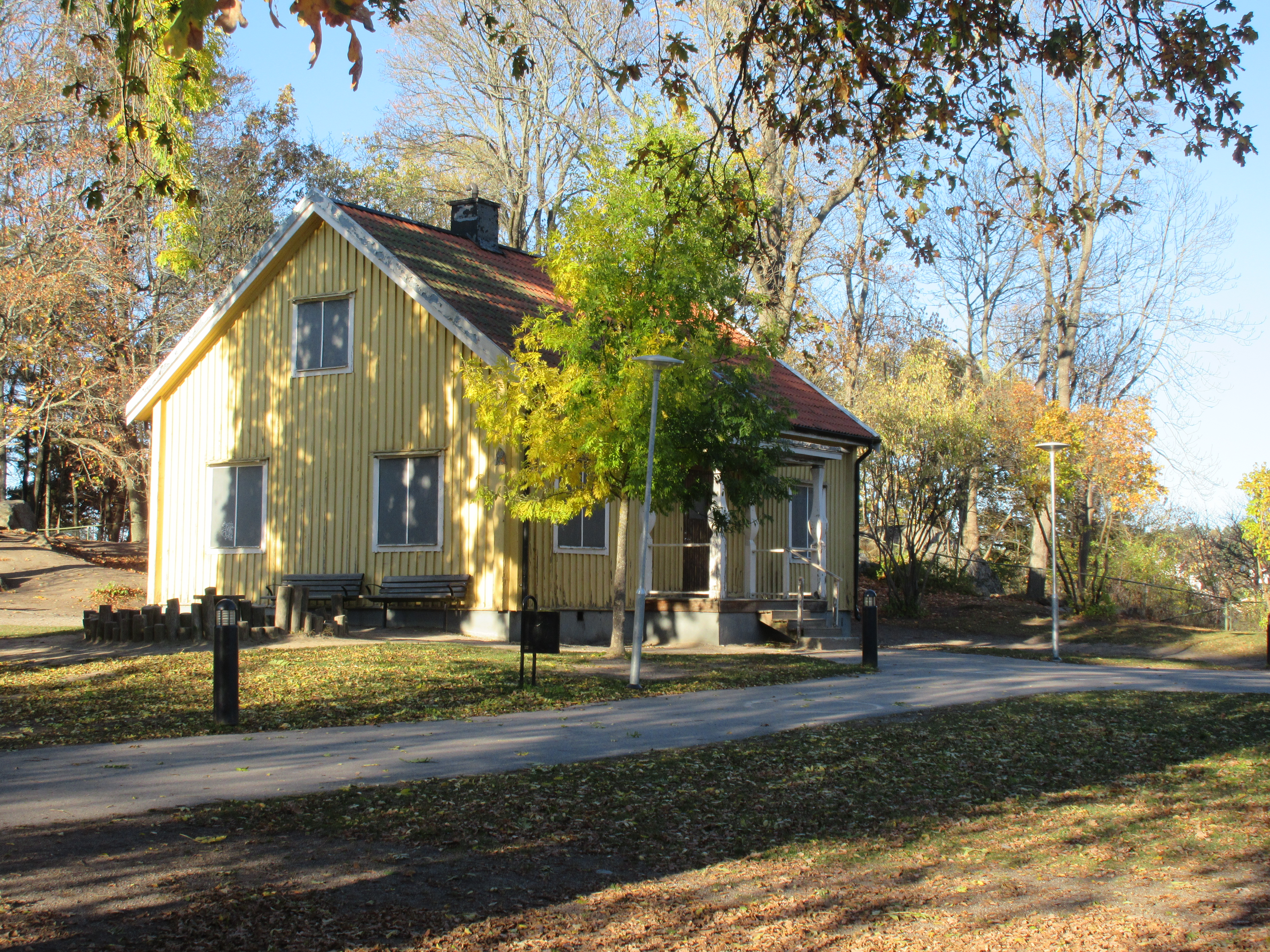
Gula villan mitt på skolgården är Beckomberga gårds huvudbyggnad från 1856, platsen är historisk.
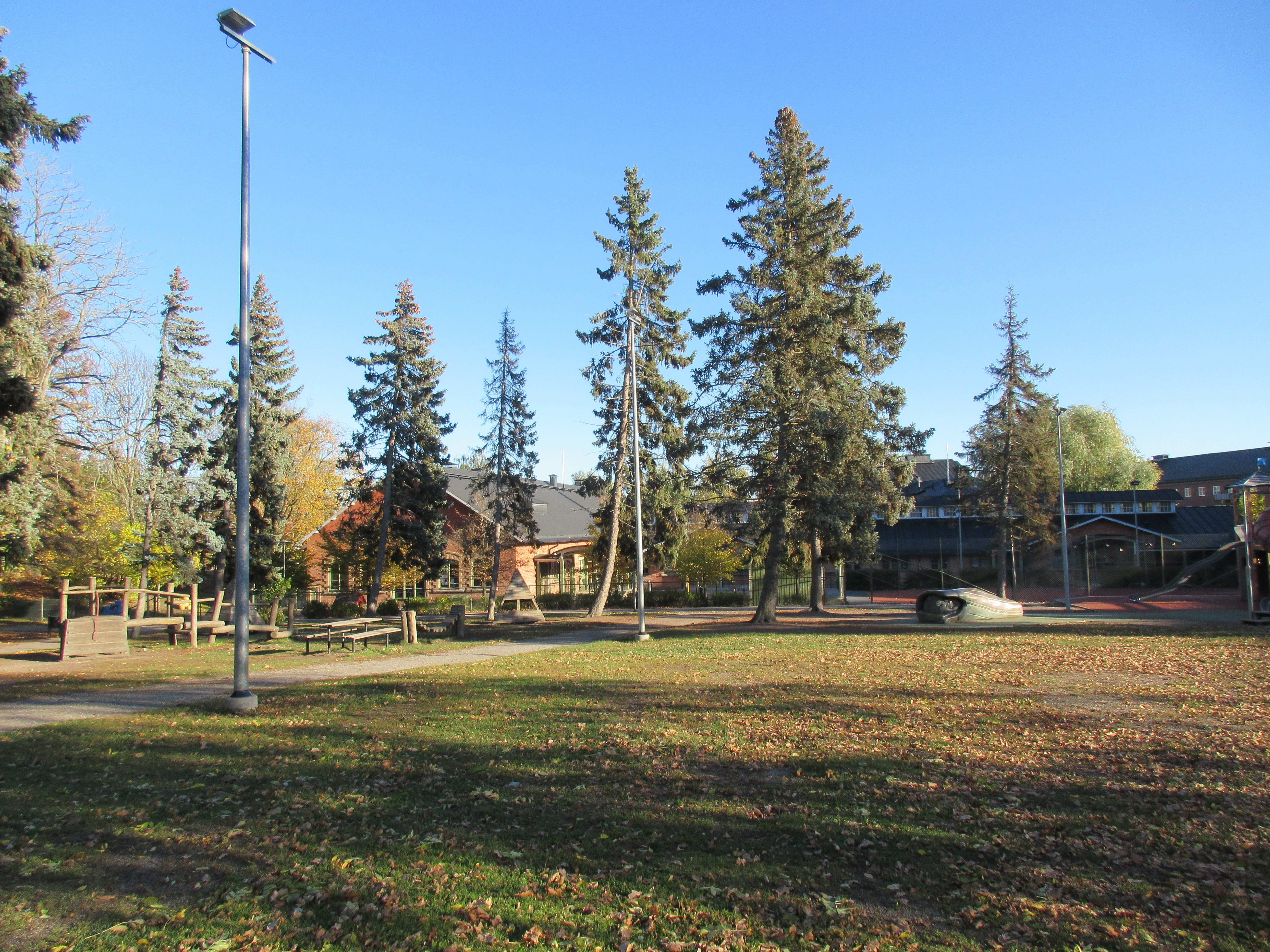
Beckombergaskolans skolgård är en historisk plats, där låg Beckomberga  gård.
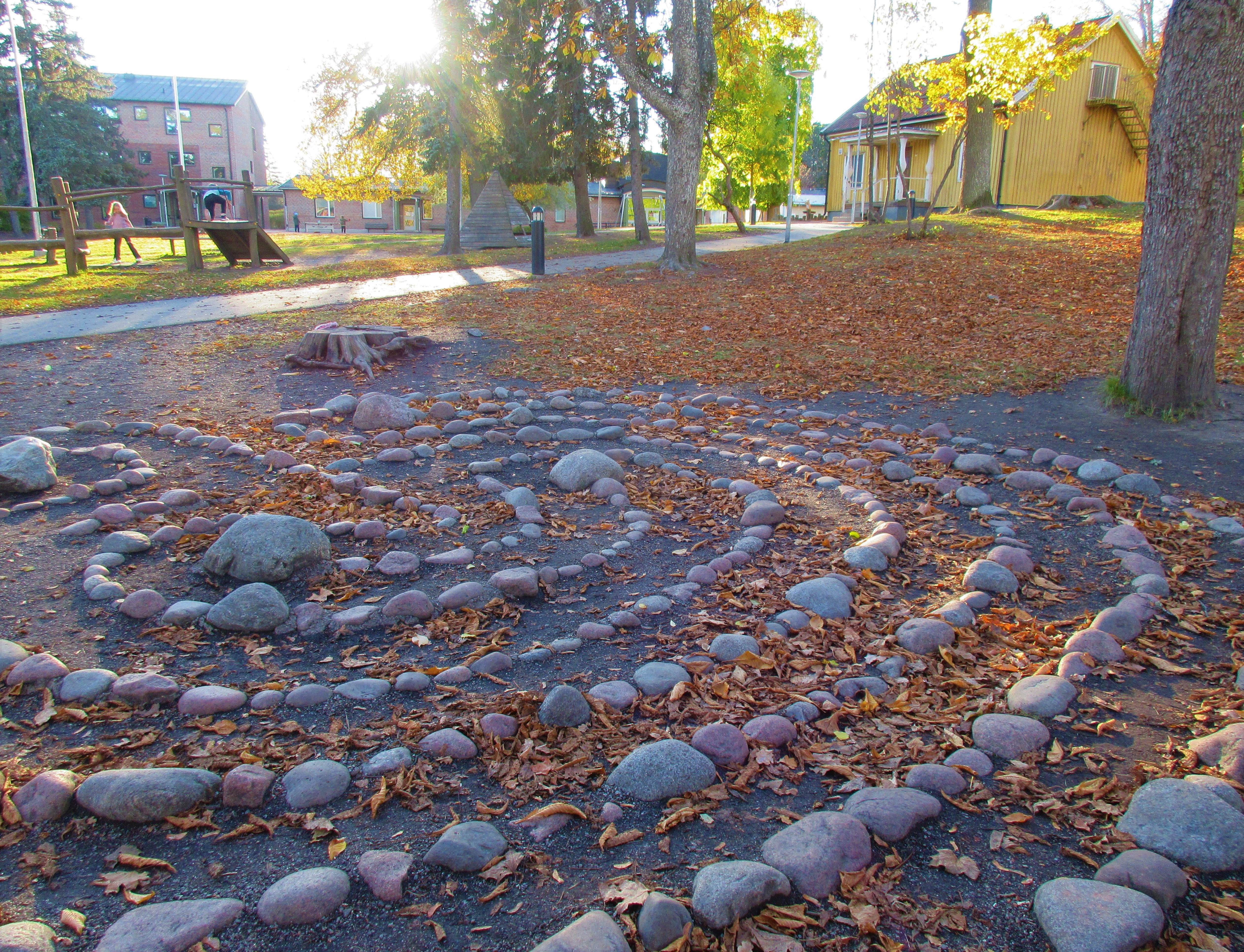
Skolgården med labyrint och Gula huset i bakgrunden.
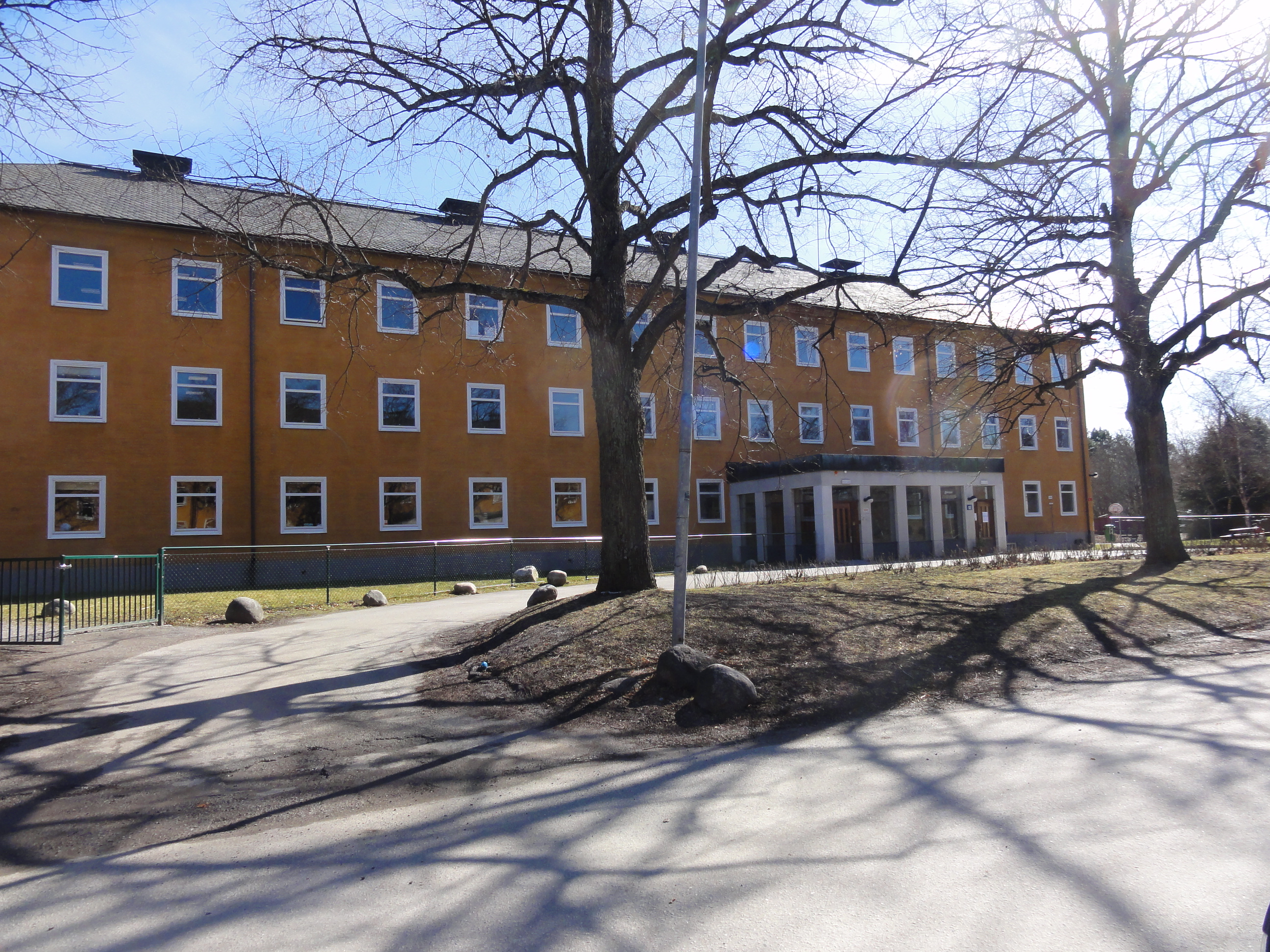
Raoul Wallenbergskolan på Beckombergavägen 316 startade 2006 i Beckomberga. Byggnaden var tidigare en del av Beckomberga sjukhus.

### Söderberga Park
Söderberga Park i nordväst bebyggdes åren 1991-1993 med flerbostadshus. Området kommer att exploateras ytterligare.

### Övrig bebyggelse
Den som passerar korsningen Bällstavägen-Spångavägen lägger snabbt märke till de ovanliga "runda husen" eller cylinderformade bostadshusen. De ritades 1952 av Nils Sterner på Stockholms stads fastighetskontor och byggdes 1953-1954 som personalbostäder för sjukhuspersonalen. Längre bort ligger området Söderberga Gård som byggdes av HSB i slutet av 1980-talet.

## Demografi
År 2017 hade stadsdelen cirka 5 600 invånare, varav cirka 28,9 procent med utländsk bakgrund.